# Neumático

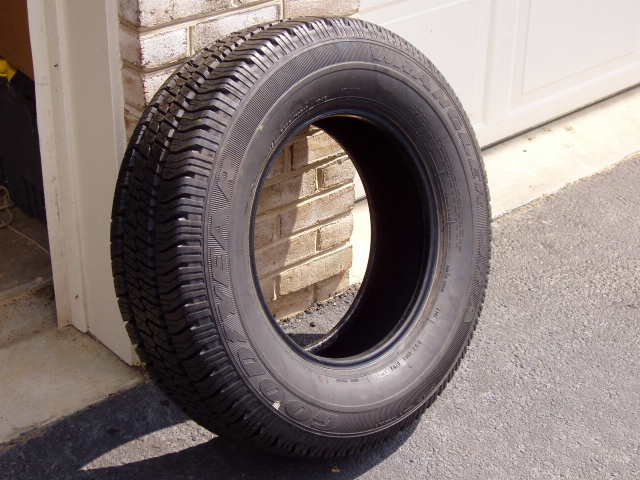
Neumático Goodyear de gran perfil para un Jeep Wrangler.

Un neumático (del griego πνευματικός, «relativo al pulmón», por el aire que lleva, también conocido como cubierta, llanta, caucho o goma) es una pieza toroidal de caucho que emplean las ruedas de diversos vehículos y máquinas. Su función consiste en permitir un contacto adecuado con el pavimento, por adherencia y fricción, a fin de posibilitar el arranque, el frenado y la buena conducción. Además, amortigua la marcha del vehículo al absorber pequeñas irregularidades de la vía.
Algunos neumáticos contienen una cámara, esto es, un tubo toroidal inflado entre el neumático y la llanta. Muchos vehículos modernos usan neumáticos sin cámara, en los que el aire a presión queda contenido por el neumático y la llanta. Las partes del neumático que no entran en contacto con la vía son los flancos o paredes laterales; es decir: talones o cejas con los que el flanco se une a la llanta y cuya estructura interna puede ser radial o diagonal. 
La parte del neumático diseñada para mantener el contacto con la vía se denomina banda de rodadura. En el diseño de mecanismos de suspensión de vehículos de cuatro ruedas existe una disciplina denominada geometría de suspensión que estudia el diseño de las suspensiones para lograr que esta superficie se mantenga paralela a la carretera con independencia de la inclinación del vehículo o las irregularidades del terreno. Por el contrario, en los vehículos de dos ruedas el diseño de la banda de rodadura es circular y se divide en dos secciones denominadas hombros, en las que el perímetro de la circunferencia se reduce a medida que se aproxima a la llanta para permitir al vehículo girar al inclinarse; en ellos el manillar se usa solo para corregir la dirección.
Los neumáticos suelen tener hilos de refuerzo, que son de alambre. Según la orientación de dichos hilos se clasifican en neumáticos diagonales o radiales. Los de tipo radial son el estándar en casi todos los automóviles modernos.

## Denominaciones por país
- Neumático en Argentina, España, Chile y Filipinas.[5]
- Cubierta en España, Argentina, Paraguay y Uruguay.
- Llanta en Bolivia, Centroamérica, México,[3] Colombia,[4] Ecuador y Perú.
- Goma en España, Argentina, Cuba, República Dominicana y Puerto Rico.
- Caucho en Venezuela.

## Historia

Estructura de un neumático sin cámara: 1. cinturón de acero en dirección longitudinal; 2. estructura radial; 3. alambre; 4. Llanta; 5. banda de rodadura; 6. flanco; y 7. talón (ceja).

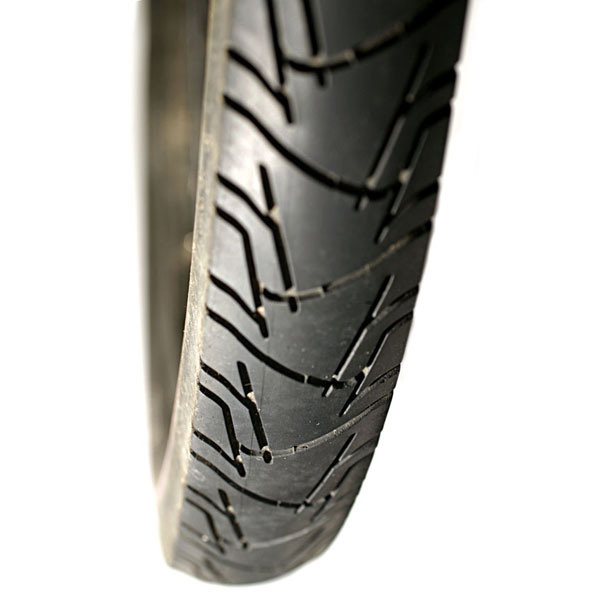
Neumático de bicicleta.

La rueda lleva miles de años en uso, pero la idea de ponerle caucho en el borde exterior es relativamente nueva. Fue a principios del siglo XVIII cuando por primera vez se utilizó goma natural para recubrir las ruedas de madera o de acero. Ahora bien, como la goma se desgastaba con rapidez, su futuro no parecía muy prometedor, hasta que, en 1839, un resuelto inventor de Connecticut, Estados Unidos llamado Charles Goodyear descubrió la vulcanización, proceso mediante el cual el caucho se mezcla con azufre y se le aplica calor y presión, lo que mejora su plasticidad y resistencia. Fue entonces cuando se hicieron populares las ruedas de goma maciza.
La primera rueda neumática o llena de aire, fue patentada en 1845 por el ingeniero escocés Robert W. Thomson. Sin embargo, no fue sino hasta que su compatriota John Boyd Dunlop se propuso hacer más agradable el paseo en bicicleta de su hijo, que la rueda llena de aire se convirtió en un éxito comercial.
En 1885 la empresa de fabricación Goodrich Corporation decidió fabricar ruedas de color negro (hasta entonces eran blancas, el color del caucho natural extraído del Hevea brasiliensis. La razón para escoger este color se debió a que el blanco resultaba muy sucio al desplazarse por los caminos. Al tintar el caucho se hizo un descubrimiento sorprendente: los neumáticos negros duraban más. Esto fue debido a que el negro de carbón protege al caucho de la radiación ultravioleta y actúa como material de relleno, aumentando la resistencia del material.
En 1888, el veterinario e inventor escocés John Boyd Dunlop, desarrolló el primer neumático con cámara de aire para el triciclo que su hijo de nueve años de edad usaba para ir a la escuela por las calles bacheadas de Belfast. Para resolver el problema del traqueteo, Dunlop infló unos tubos de goma con una bomba de aire para inflar balones. Después envolvió los tubos de goma con una lona para protegerlos y los pegó sobre las llantas de las ruedas del triciclo. Hasta entonces, la mayoría de las ruedas tenían llantas con goma maciza, pero los neumáticos permitían una marcha notablemente más suave. Desarrolló la idea y patentó el neumático con cámara el 7 de diciembre de 1889. Sin embargo, dos años después de que le concedieran la patente, Dunlop fue informado oficialmente de que la patente fue invalidada por el inventor escocés Robert William Thomson, quien había patentado la idea en Francia en 1847 y en Estados Unidos en 1891. Pero Dunlop ganó una batalla legal contra Robert William Thomson y revalidó su patente.[cita requerida]
El desarrollo del neumático con cámara de Dunlop llegó en un momento crucial durante la expansión del transporte terrestre, con la construcción de nuevas bicicletas y automóviles.

## Tipos de neumáticos

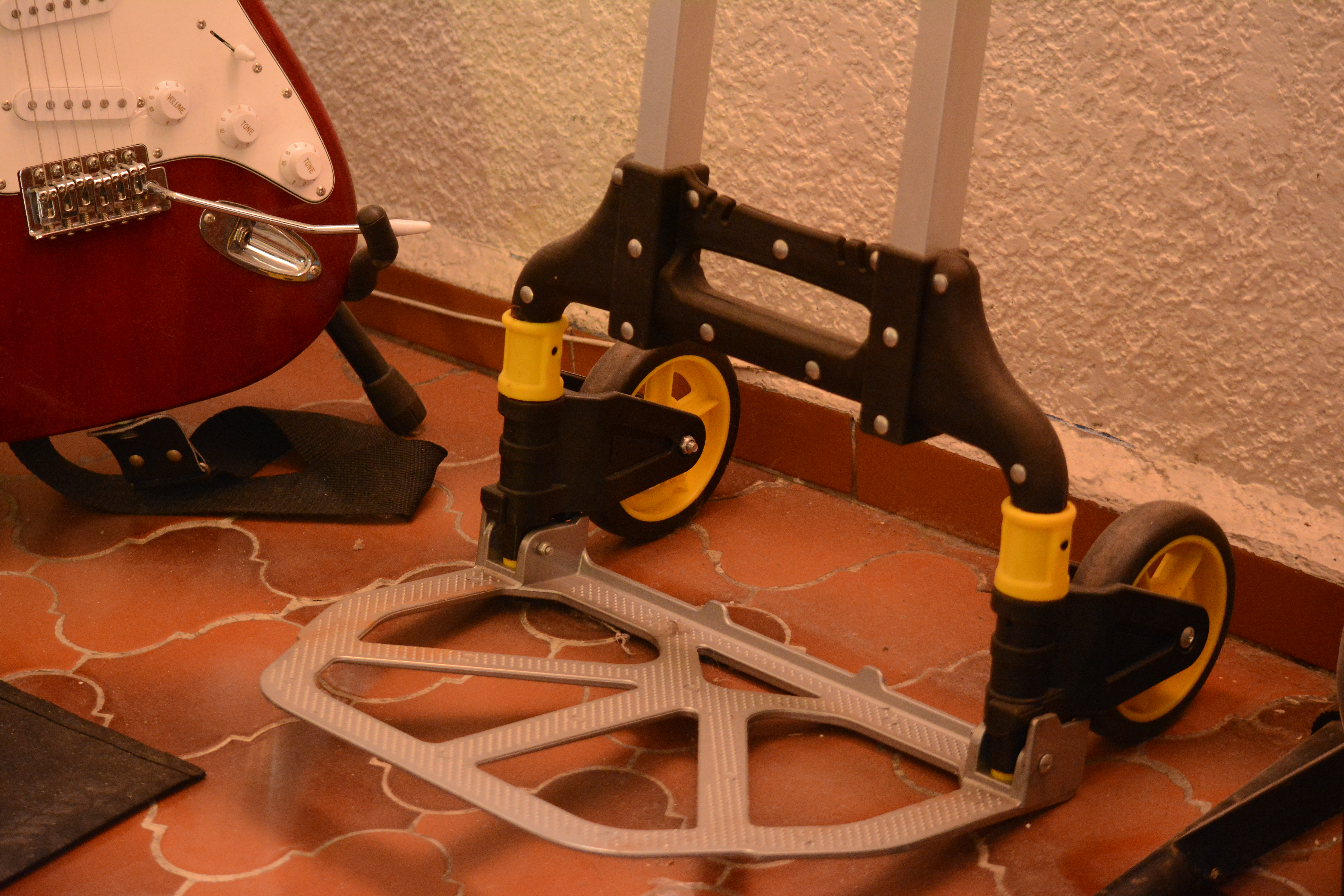
Neumáticos sin aire de un diablito o carretilla.

Por su construcción, existen tres tipos de neumáticos:
- Diagonales: en su construcción las distintas capas de material se colocan de forma diagonal, unas sobre otras.
- Radiales o con radios: en esta construcción las capas de material se colocan unas sobre otras en línea recta, sin sesgo. Este sistema permite dotar de mayor estabilidad y resistencia a la cubierta.
- Autoportante: en esta construcción las capas de material se colocan unas sobre otras en línea recta, sin sesgo, también en los flancos. Este sistema permite dotar de mayor resistencia a la cubierta, aunque es menos confortable por ser más rígida. Se usan en vehículos deportivos y tienen la ventaja de poder rodar sin presión de aire a una velocidad limitada, sin perder su forma.

Igualmente y según su uso de cámara tenemos:
- Neumáticos tubetype (TT): aquellos que usan cámara y una llanta específica para ello. No pueden montarse sin cámara. Se usan en algunos 4x4, motocicletas, y vehículos agrícolas. Esta cámara se le conoce comúnmente en países como Venezuela con el nombre de tripa y es muy común usarla como flotador en los cuerpos de agua.
- Neumáticos tubeless (TL) o sin cámara: estos neumáticos no emplean cámara. Para evitar la pérdida de aire tienen una parte en el interior del neumático llamada talón que, como tiene unos aros de acero en su interior, evitan que se salga de la llanta. La llanta debe ser específica para estos neumáticos. Se emplea prácticamente en todos los vehículos.
- Ruedas semi-neumáticas y no-neumáticas: son neumáticos solo de goma (semi neumáticos y no neumáticos), se usan en vehículos pequeños como diablos, carretillas, trolleys o coches de pedales. Otros nombres son rueda semi-neumática de caucho y rueda neumática semi.

## Vehículos

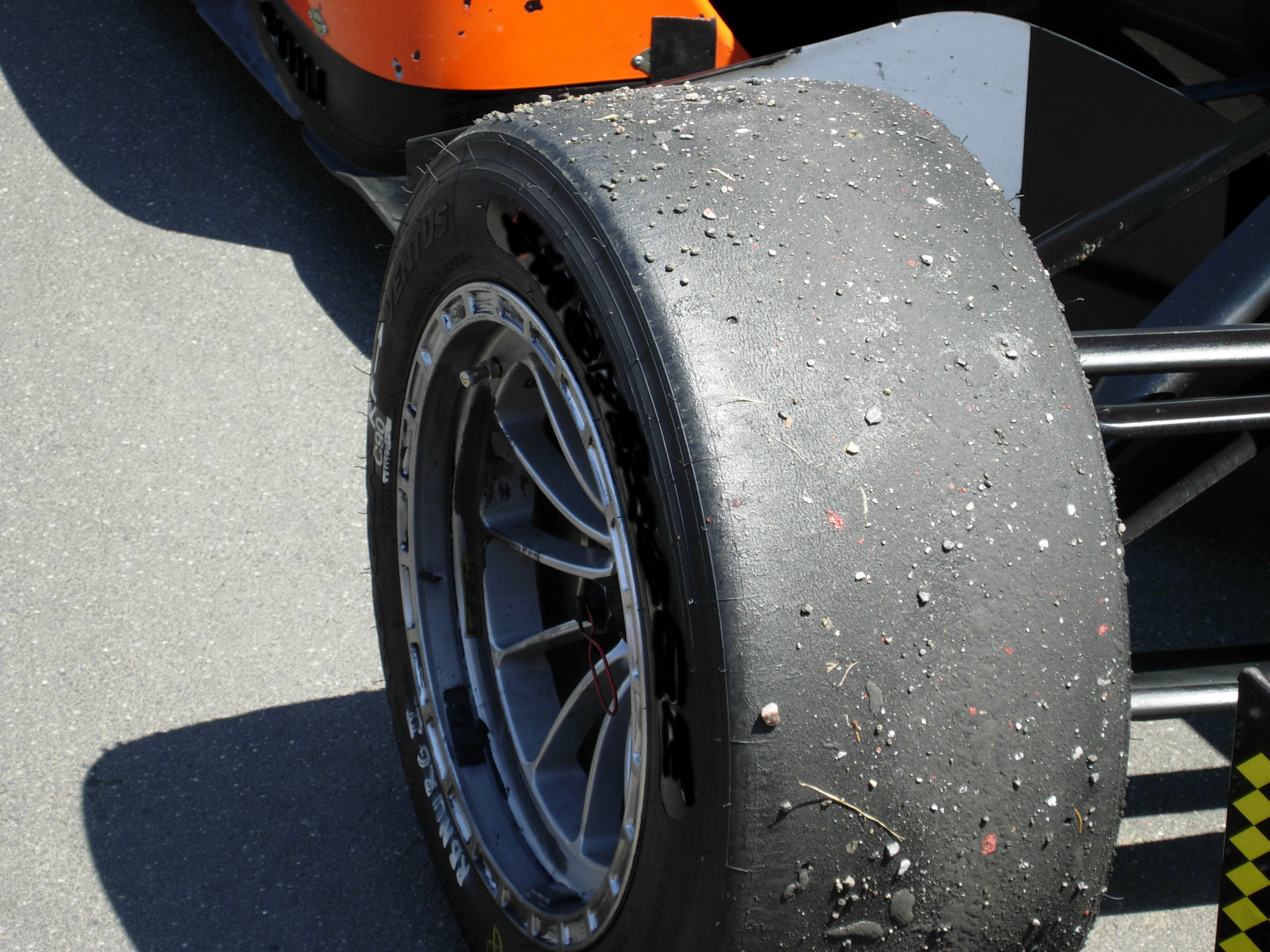
Slicks para competición sobre asfalto seco.

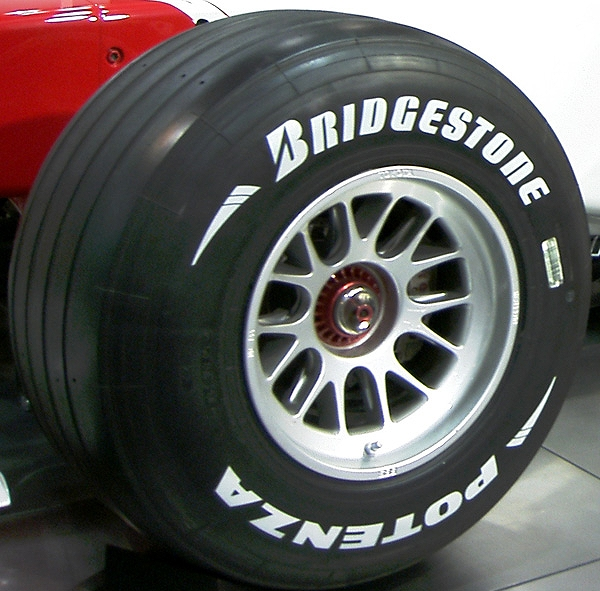
Neumático Bridgestone Potenza de Fórmula 1 para asfalto seco.

Un neumático se puede encontrar en diversos vehículos:
- Automóvil y sus derivados: camión, autobús, furgón
- Aviones y en algunos helicópteros.
- Bicicletas
- Algunos sistemas de metro
- Motocicletas
- Tractores
- Carretillas
- Maquinaria pesada e industrial
- Grúas
- Automóviles de competición como en la Fórmula 1

## Dimensiones y simbología

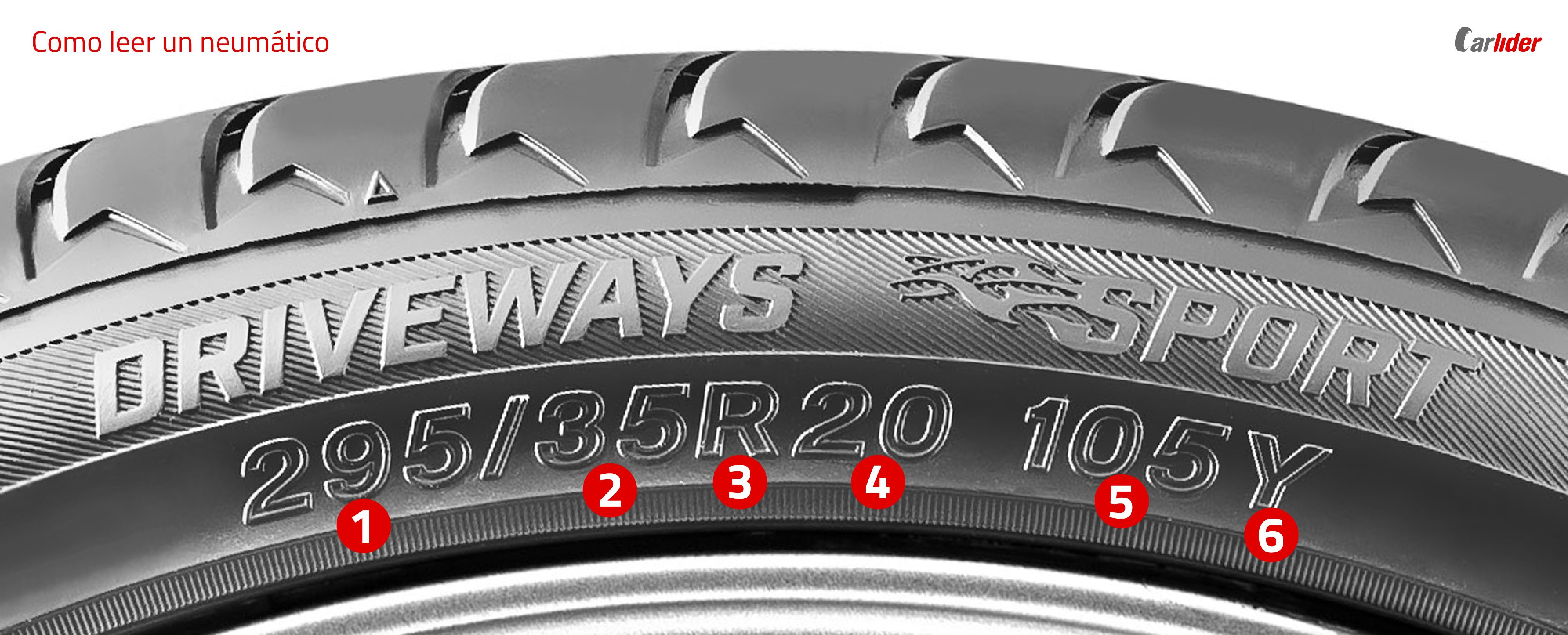
Dimensión del neumático.

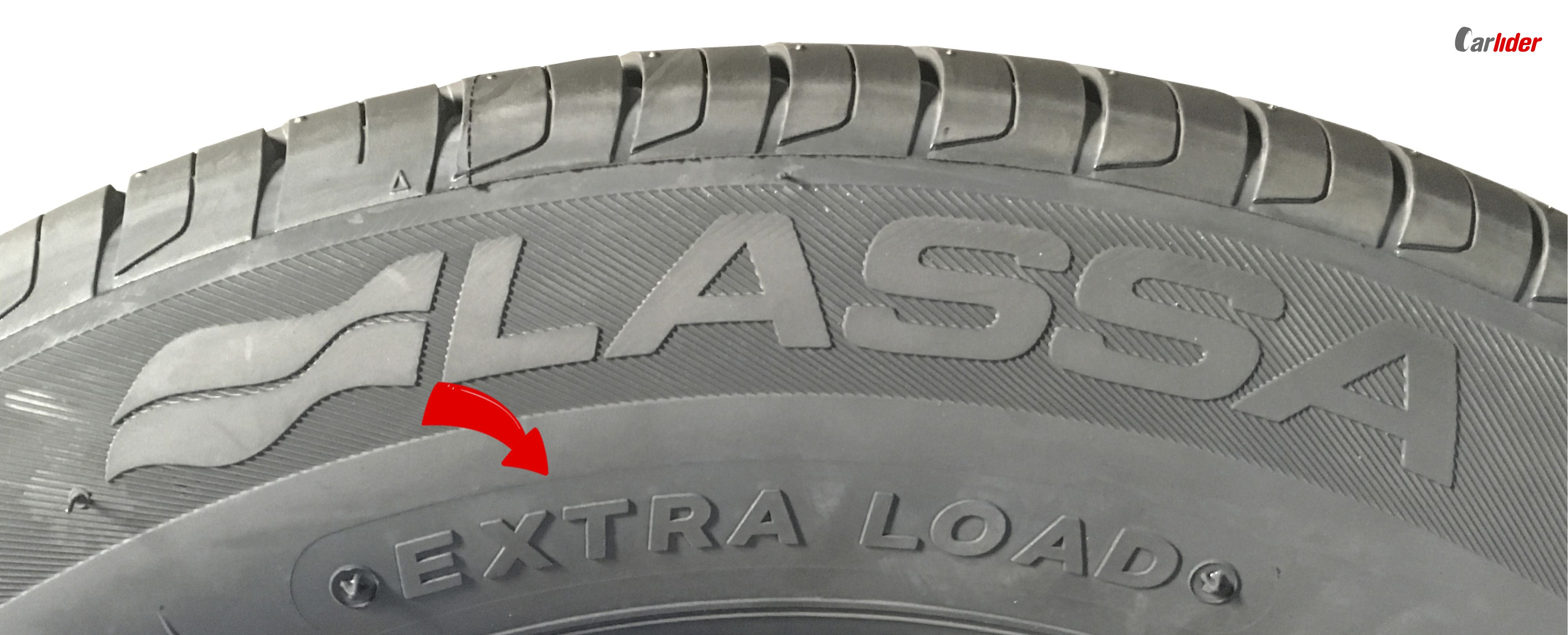
neumático extraload.

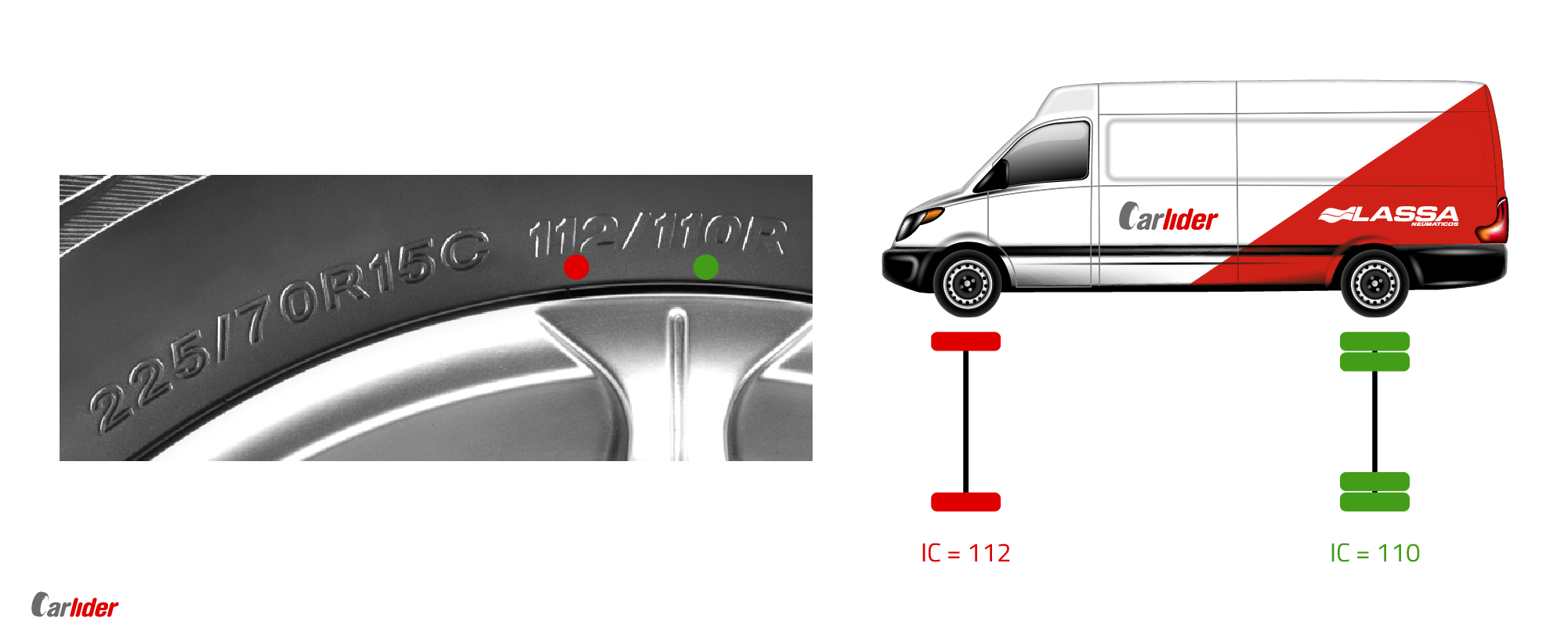
Índice de carga en eje gemelar.

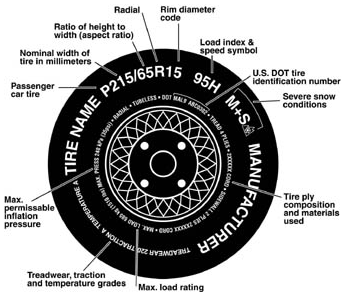
Significado de los códigos.

Las dimensiones de los neumáticos se representan de la siguiente forma:
En este ejemplo, el marcaje básico sería: 295/35R20 105Y, teniendo en cuenta que “/” es separación de caracteres, no tiene significado:
➊ “295” es el ancho de sección del neumático en milímetros
➋ “35” es el perfil del neumático en porcentaje, si queremos calcularlo en milímetros simplemente tenemos que aplicar la siguiente fórmula: Altura de sección mm = Anchura de sección mm x (Perfil/100), siendo en el ejemplo el alto de sección: 295 x (35/100) = 103,25 mm
➌ “R” hace referencia a la estructura del neumático (construcción de la carcasa). Tenemos dos tipos de construcción, Radial (R) y Diagonal (-)
➍ “20” es el diámetro interior del neumático en pulgadas, debe coincidir con el diámetro de la llanta, de no ser así no se podría montar.
➎ “105” se corresponde con el índice de carga del neumático. En una tabla de referencia este índice numérico se corresponde con una cantidad en kg de la carga máxima que el neumático puede soportar individualmente. Está prohibido montar un neumático con un índice de carga inferior al especificado en la ficha técnica del vehículo, en cambio se puede montar un índice de carga superior. En este caso 925 kg.
➏ “Y” es el código de velocidad del neumático, un código alfabético que en una tabla de referencia se corresponde con la velocidad máxima que el neumático puede alcanzar. Está prohibido montar neumáticos con inferior código de velocidad al indicado en la ficha técnica del vehículo. En este caso serían 300 km/h.
*Hasta 1991, este código se ponía justo antes de ➌ “R” (SR, HR, VR, etc.) hoy en día se sigue manteniendo solo con Z (ZR más de 240 km/h)
A diferencia de los neumáticos de turismo, los neumáticos de vehículos comerciales (furgonetas) a menudo llevan doble índice de carga.
El motivo por el que llevan estos índices es que cuando dos neumáticos son “gemelos”, pueden incrementar su temperatura en mayor medida que si el neumático es individual. Esto se debe a que los peraltes crean una carga desigual en los dos neumáticos y restringen la aireación interna, por ello y para compensar este efecto se reduce el índice de carga.
Otro de los marcajes importantes que afecta a la carga del neumático es el “Reinforced”, “Extra Load” o “XL”. Significa que el neumático está preparado para soportar una mayor carga.
Es vital para la seguridad del conductor y del resto de conductores respetar estrictamente las medidas de las cubiertas, así como el índice de carga y código de velocidad. Instalar cubiertas con menores índices puede ser causa de accidente.
Tablas de referencia con los datos sobre índices de carga y velocidad:
| Código de carga | Carga máxima (kg) | Carga máxima (kg) |
| --------------- | ----------------- | ----------------- |
| 20              | 80                |                   |
| 30              | 106               |                   |
| 35              | 121               |                   |
| 40              | 136               |                   |
| 45              | 165               |                   |
| 50              | 190               |                   |
| 55              | 218               |                   |
| 60              | 250               |                   |
| 65              | 290               |                   |
| 70              | 335               |                   |
| 75              | 387               |                   |
| 80              | 450               |                   |
| 85              | 515               |                   |
| 90              | 600               |                   |
| 95              | 690               |                   |
| 100             | 800               |                   |
| 105             | 925               |                   |
| 110             | 1060              |                   |
| 115             | 1215              |                   |
| 120             | 1400              |                   |

| Símbolo de Rango | Velocidad (km/h) | Velocidad (km/h) |
| ---------------- | ---------------- | ---------------- |
| A1               | 5                |                  |
| A2               | 10               |                  |
| A3               | 15               |                  |
| A4               | 20               |                  |
| A5               | 25               |                  |
| A6               | 30               |                  |
| A7               | 35               |                  |
| A8               | 40               |                  |
| B                | 50               |                  |
| C                | 60               |                  |
| D                | 65               |                  |
| E                | 70               |                  |
| F                | 80               |                  |
| G                | 90               |                  |
| J                | 100              |                  |
| K                | 110              |                  |
| L                | 120              |                  |
| M                | 130              |                  |
| N                | 140              |                  |
| P                | 150              |                  |
| Q                | 160              |                  |
| R                | 170              |                  |
| S                | 180              |                  |
| T                | 190              |                  |
| U                | 200              |                  |
| H                | 210              |                  |
| V                | 240              |                  |
| W                | 270              |                  |
| (W)              | Más de 270       |                  |
| Y                | 300              |                  |
| (Y)              | Más de 300       |                  |
| ZR               | Más de 340       |                  |

## Fecha de fabricación de los neumáticos

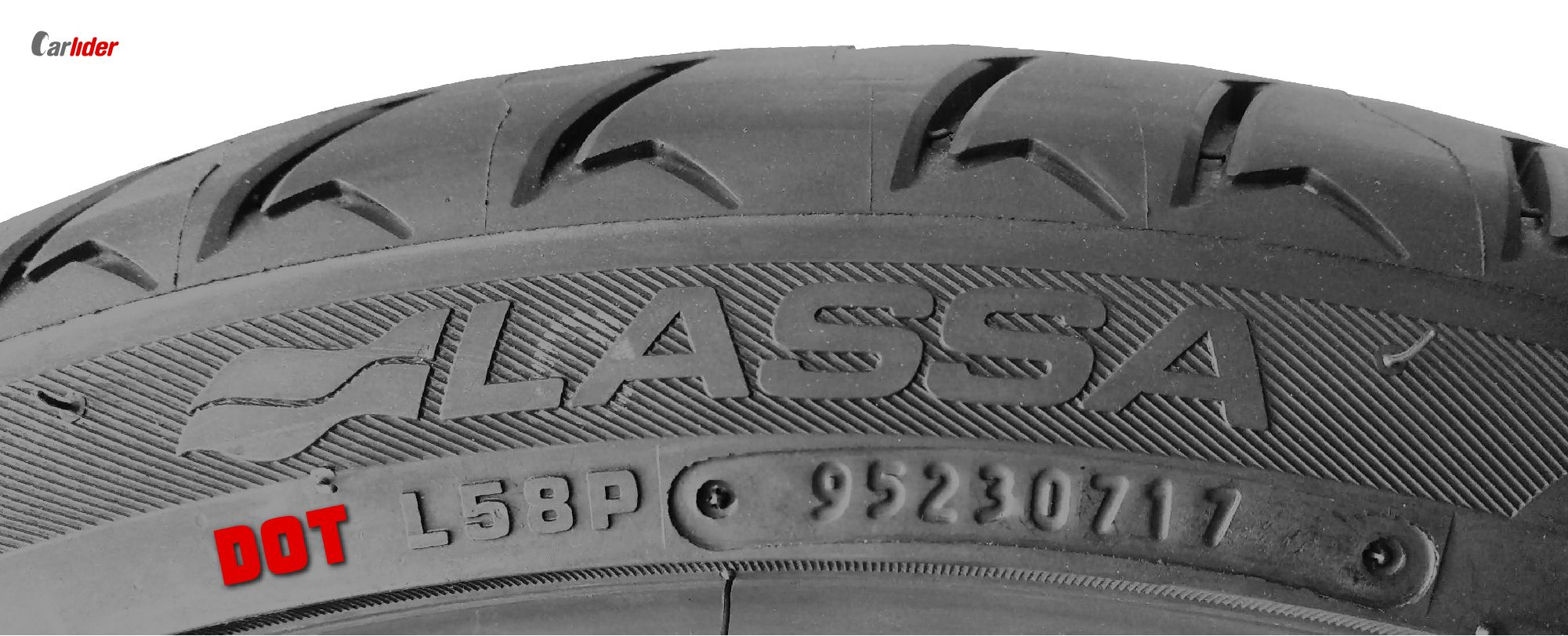
DOT y fabricación neumáticos.

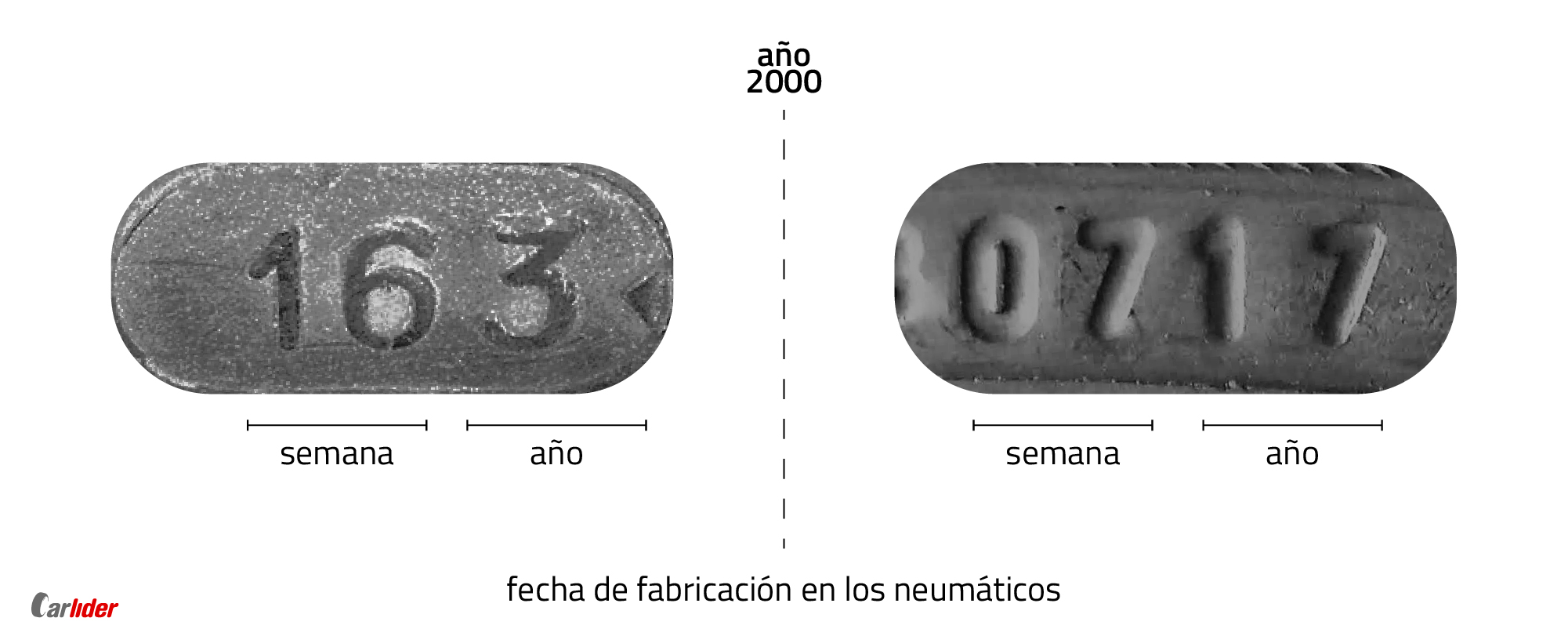
DOT antes y después del 2000.

Junto a la inscripción DOT aparece una referencia que indica la empresa que ha fabricado ese neumático, ubicación de la fábrica, molde, lote y fecha de fabricación. En otras ocasiones, si el neumático no está homologado para su circulación en Estados Unidos, aparecerá únicamente la referencia de la fábrica.
La fecha de fabricación se especifica con cuatro dígitos, 2 para la semana y 2 para el año. Si el neumático ha sido fabricado antes del año 2000, el código es de 3 dígitos, 2 para la semana y uno para el año.
En el ejemplo de la izquierda vemos que la fabricación fue la decimosexta semana de 1993, mientras que la fecha de fabricación del ejemplo de la derecha fue la séptima semana del 2017.
Los neumáticos no tienen fecha de caducidad.

## Neumáticos equivalentes
Dos neumáticos de distinta medida son equivalentes si se cumplen las siguientes tres restricciones:
- Índice de capacidad de carga igual o superior al indicado por el fabricante.
- Código de velocidad igual o superior a los tomados en la ficha técnica del vehículo.
- Igual diámetro exterior, con una tolerancia de +3%, -3% con respecto al neumático original.

## Legislación
En marzo de 2011, el gobierno español anunció un Plan Renove de neumáticos. Consiste en subvencionar 20 euros por neumático a los compradores de neumáticos "verdes". Esta medida se aplicaría a unos 240.000 neumáticos, o sea 60.000 automóviles. El plan debería llevar tres etapas distintas: primero, el gobierno determinaría los criterios de eficacia energética para distinguir los neumáticos subvencionados de los demás, luego los fabricantes deberían publicar un catálogo de los neumáticos que cumplieran con dichos criterios y, por último, los talleres tendrían que registrarse para participar en el Plan Renove.[cita requerida]

## Etiquetado Europeo de neumáticos

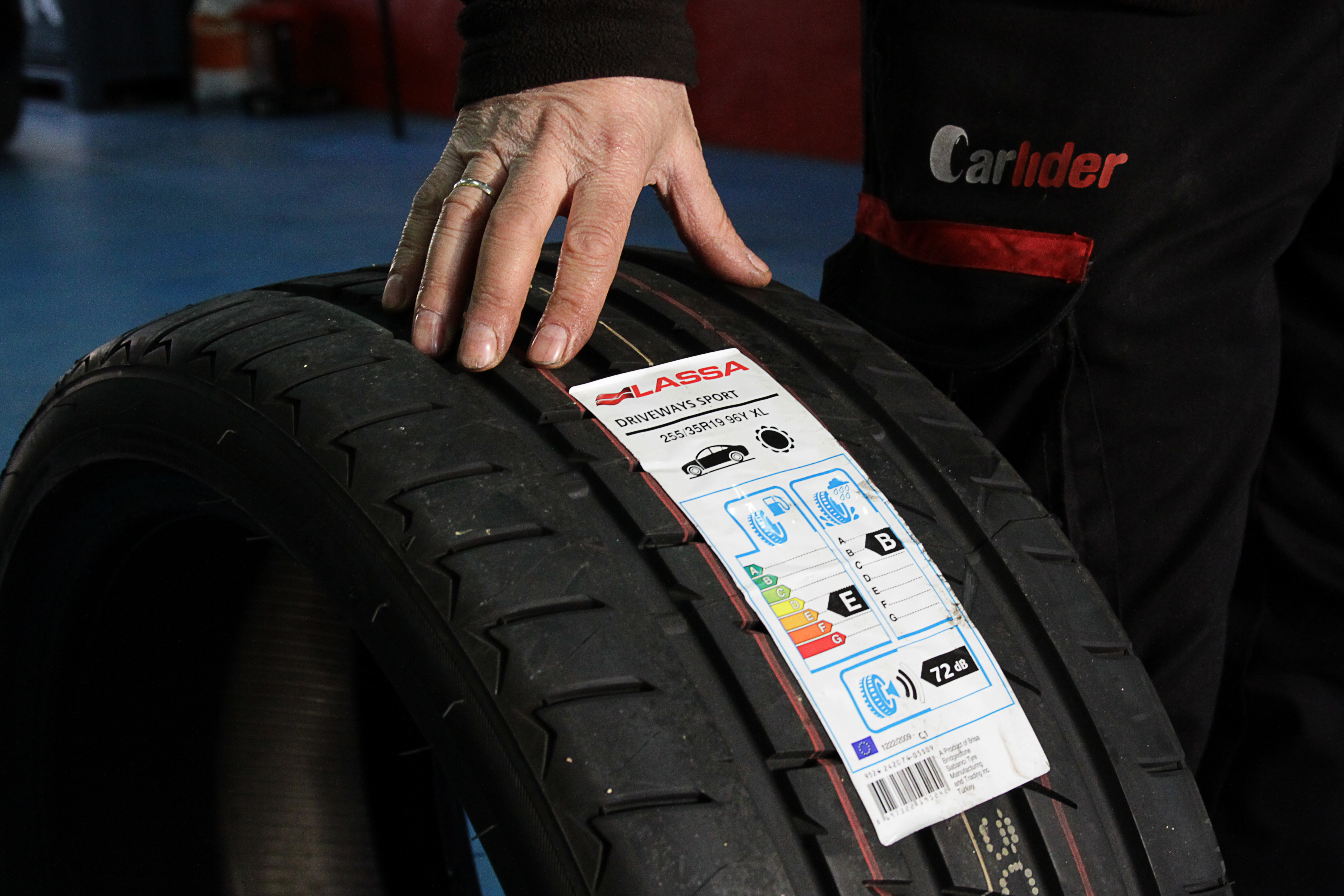
Etiqueta Europea en neumático

El 1 de noviembre de 2012 entró en vigor el Etiquetado Europeo de neumáticos, basado en el reglamento (CE) N.º 1222/2009.
Los objetivos de este etiquetado son varios. Por un lado, aumentar la seguridad y la eficiencia económica y medioambiental, fomentando la utilización de neumáticos eficientes en consumo de carburante, seguros y que presenten bajos niveles de ruido. Por otro lado, proporcionar información a los consumidores que les permita conocer mejor las características de los neumáticos en el momento de la compra.
Según este reglamento, todos los neumáticos destinados a turismos, utilitarios y camiones vendidos en la Unión Europea deberán presentar una etiqueta estándar que medirá la eficacia del neumático en tres criterios: eficacia energética, frenado sobre suelo mojado y el ruido de rodadura exterior.

## Sustitución

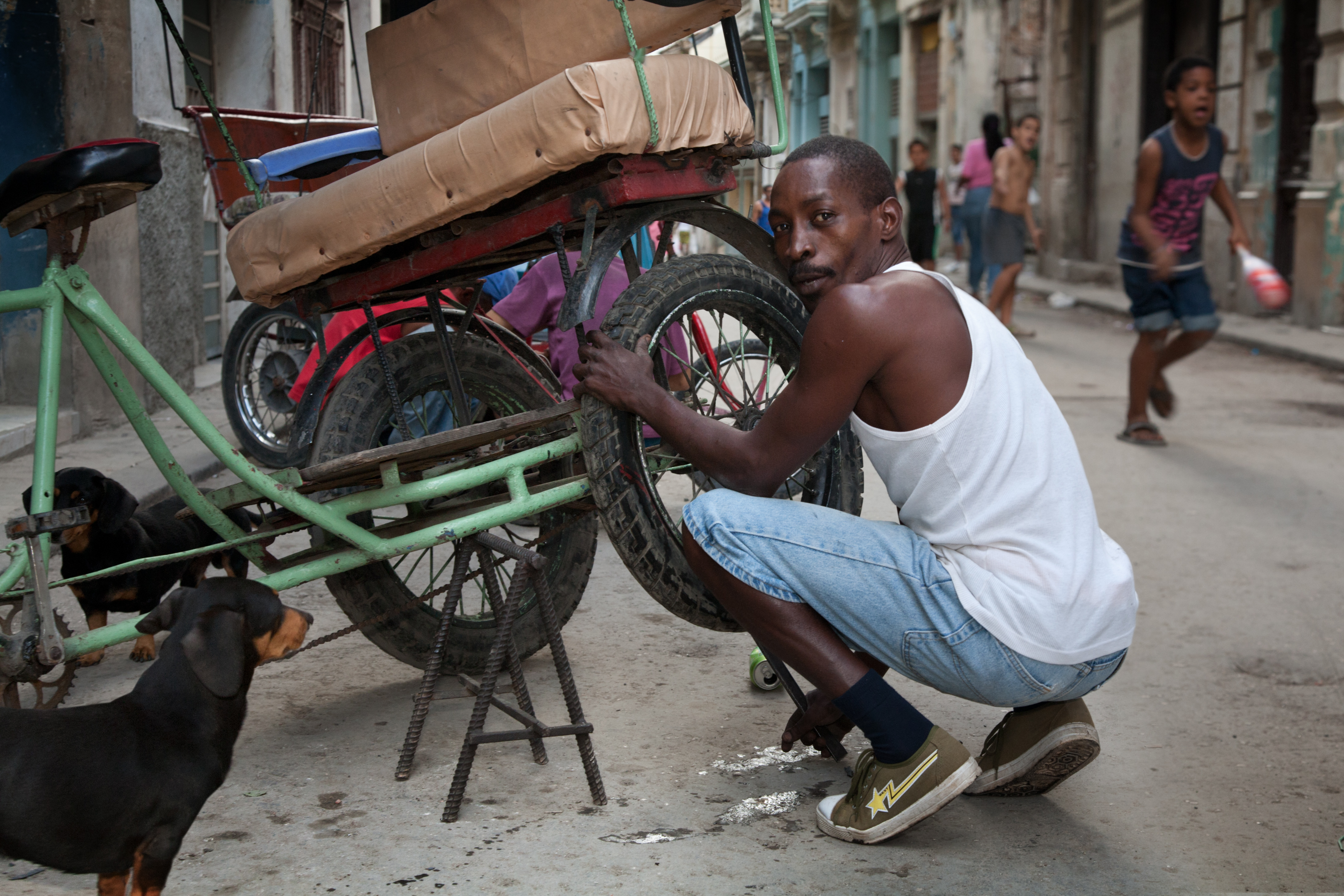
Hombre arreglando un neumático, La Habana, Cuba en 2017.

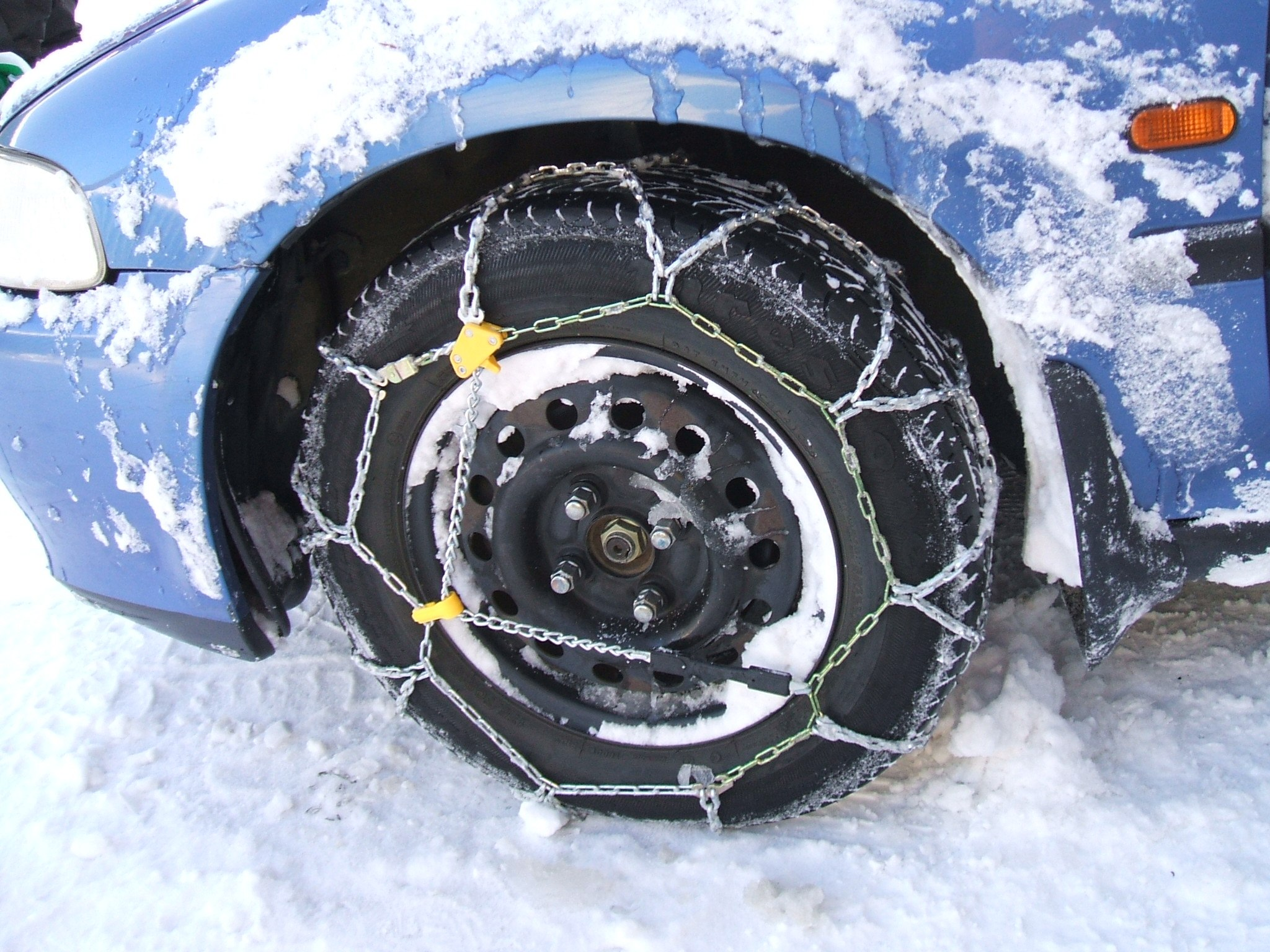
Neumático en un Honda cubierto con cadenas para nieve.

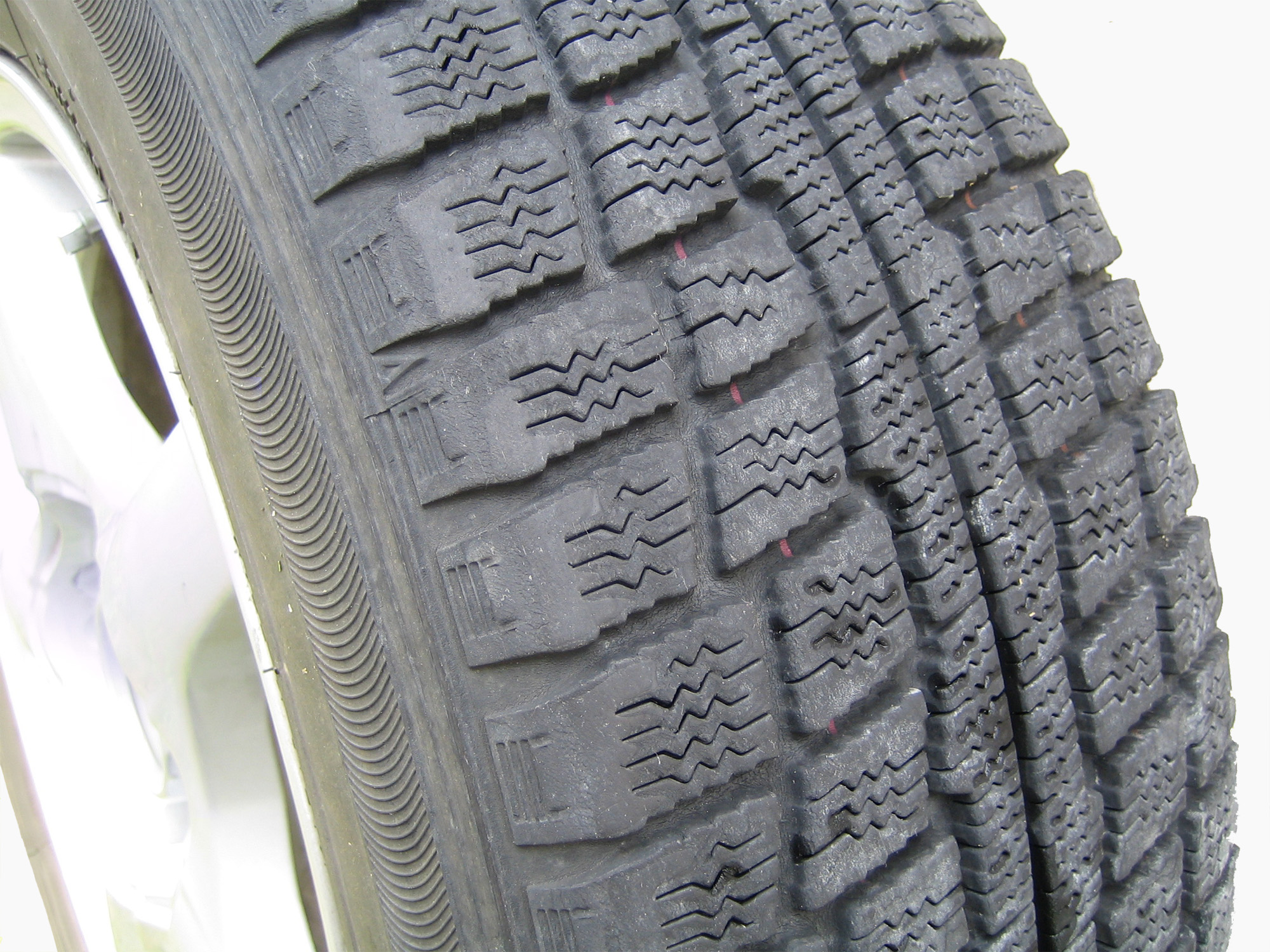
Neumático de calle para invierno.

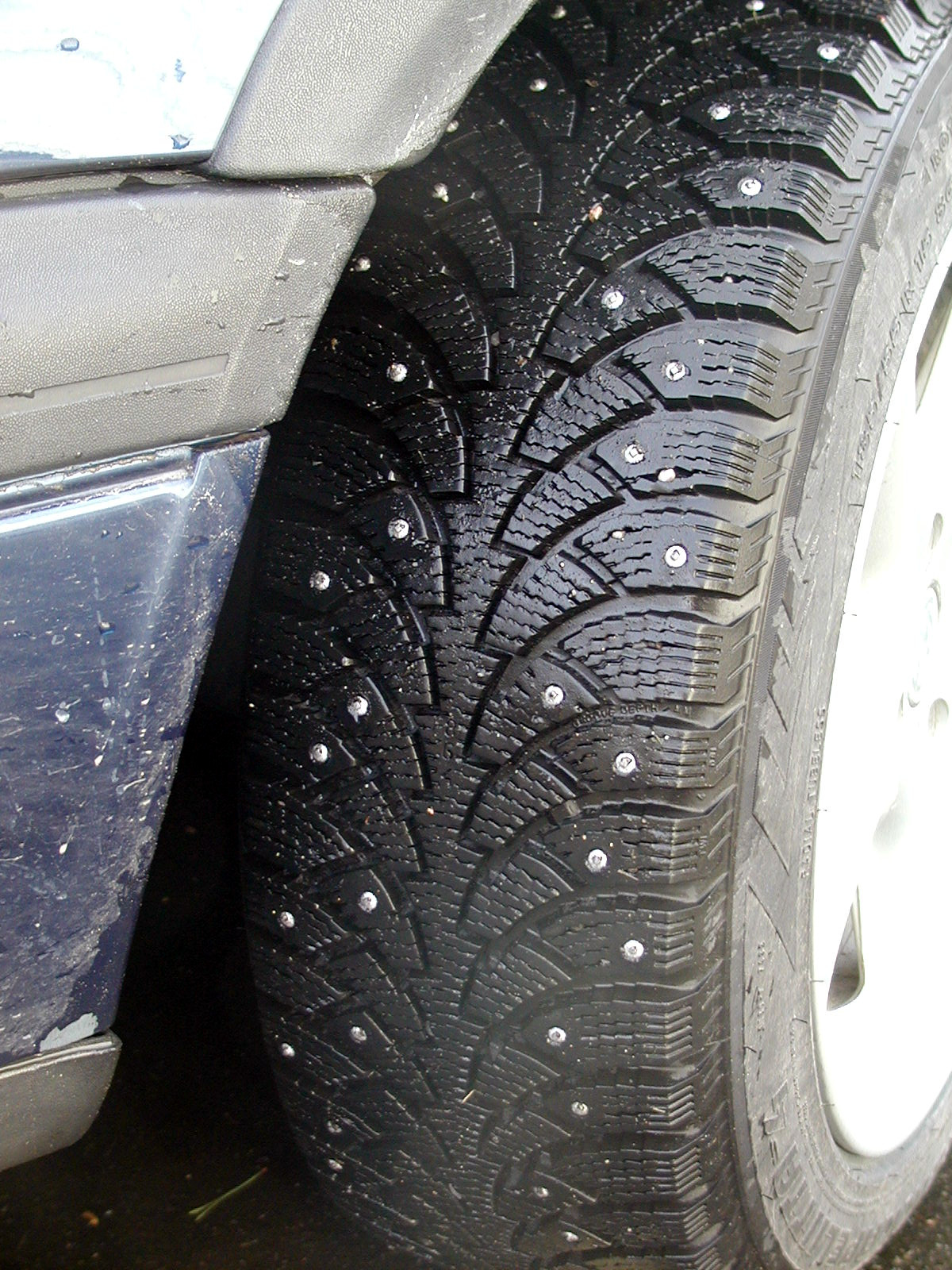
Neumático con clavos para hielo.

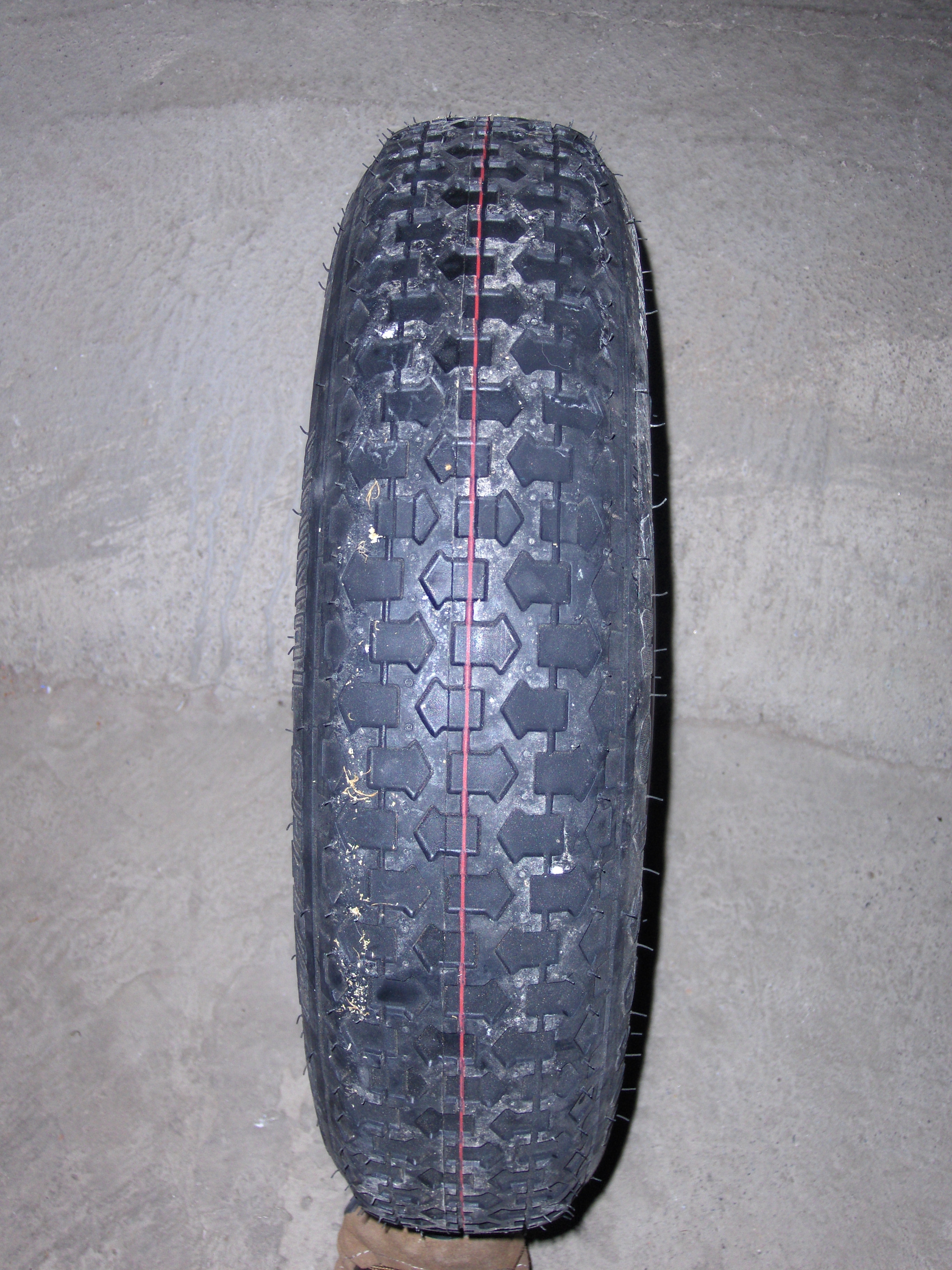
Neumático de refacción de emergencia.

La sustitución de un neumático ya usado ha de ser por uno de las mismas dimensiones. Algunos vehículos están homologados para llevar varias medidas, pero siempre han de ser todos iguales, o bien, lo que recomiende el fabricante, pues algunos vehículos montan neumáticos distintos en los ejes delante y trasero. En efecto, la mayoría de los fabricantes recomiendan hacer rotación de los neumáticos cada cierto tiempo o cantidad de kilometraje recorrido, lo que ocurra primero, para evitar desgaste desigual.  
También han de tenerse en cuenta los códigos de carga y velocidad. Estos pueden ser de un código superior a la recomendada por el fabricante.
Al cambiar los neumáticos no debe comprometerse la seguridad por ahorrar algo de dinero. Legalmente, en la mayoría de los países el dibujo del neumático debe tener una profundidad superior a 1,6mm (Unión Europea) o 2/32 pulgadas (Estados Unidos). Con profundidades inferiores a 3mm, conforme disminuye esa profundidad, la adherencia del neumático sobre suelo mojado disminuye, siendo esa disminución mucho más acusada al bajar de 2mm, disminuyendo significativamente la velocidad a la que se alcanza el hidroplaneo (aquaplaning) y la tracción en nieve es casi nula. Los neumáticos llevan en los canales un testigo de desgaste, es una elevación dentro de los canales de agua, cuando esa elevación queda al nivel de los canales de apoyo el neumático está para sustituir, además, los neumáticos de invierno (señalados M+S, MS o M&S según RD 2822 "Reglamento General de Vehículos", en USA el marcado es una montaña de 3 picos que contiene dentro un copo de nieve) tienen un doble testigo de desgaste, se trata de una elevación dentro de los canales de agua que tiene dos alturas, cuando la primera altura llega al nivel de los canales de apoyo el neumático de invierno debe ser utilizado únicamente como neumático de verano.
Los neumáticos para invierno necesitan mayor profundidad para compactar la nieve en las ranuras y soltarla al rodar. Si la banda de rodamiento no posee la suficiente profundidad, la tracción y la maniobrabilidad del vehículo se reducen considerablemente por la falta de adherencia. Cuando la banda de rodamiento ya no posee surcos (lo que se llama coloquialmente tener los cauchos lisos en Venezuela o las gomas lisas en el Caribe) debe ser inmediatamente reemplazada so pena no solo de falta de adherencia, sino también de que aumenta el riesgo de estallidos súbitos; lo cual compromete seriamente la seguridad de tránsito. 
Por ello, algunos fabricantes de neumáticos recomiendan sustituir los neumáticos antes de llegar a los 2 mm, aunque otros fabricantes recomiendan una profundidad mínima de 3mm o 4/32 pulgadas (3,175mm). Si se prevé conducir sobre suelo nevado, la profundidad mínima recomendada es mayor, habitualmente 4mm, 5mm o 6/32 pulgadas (4,762mm).
Finalmente, en el caso de no sustituir todos los neumáticos, debe intentarse que los neumáticos del mismo eje sean de la misma marca y modelo y, preferiblemente, que tengan un desgaste similar. Dos neumáticos distintos en el mismo eje dan lugar una adherencia desigual que puede variar el comportamiento del vehículo sustancialmente en condiciones de emergencia o de conducción extrema. Si se disponen neumáticos distintos dos a dos, es mejor montar los iguales en el mismo eje, con los neumáticos nuevos o en mejor estado, siempre en el eje trasero, ya que es el eje que el conductor no puede controlar al perder agarre en casos de circulación sobre suelo resbaladizo, por ejemplo mojado o con barro.
En algunos países existe la opción de "renovar" los neumáticos en vez de sustituir completamente toda la pieza, es decir, sustituir únicamente la banda de rodamiento (en constante contacto con la calzada). Ello con la finalidad de abaratar gastos.

## Almacenado
Al guardar los neumáticos hay que proceder con precaución.
Los neumáticos se deben almacenar en un lugar fresco y seco, alejados de fuentes de luz solar, calor y ozono, como, por ejemplo, conductos calientes y motores eléctricos. Los neumáticos deben almacenarse de manera que no exista peligro de que se acumule agua en su interior. Asegurarse de que las superficies donde deposite los neumáticos estén limpias y sin grasa, combustibles ni otras sustancias que puedan deteriorar la goma, se deben evitar las superficies de madera o metálicas que puedan dañar al neumático. Los neumáticos expuestos a estos materiales durante el almacenamiento pueden debilitarse y corren el riesgo de sufrir fallos súbitos. Así mismo, hay que asegurarse de que circule aire por todos los lados del neumático, incluida la parte inferior, para evitar daños por humedad.
Si se almacenan neumáticos horizontalmente (uno encima de otro), debe hacerse de manera que los neumáticos situados en la base conserven su forma y girar la pila regularmente para preservar la forma de los neumáticos de la base.
Si se almacenan neumáticos al aire libre, se deben proteger con una cubierta opaca a prueba de agua y elevar del suelo. No se deben depositar sobre asfalto negro ni otras superficies termo absorbentes, suelo cubierto con nieve o arena..

## Reciclaje

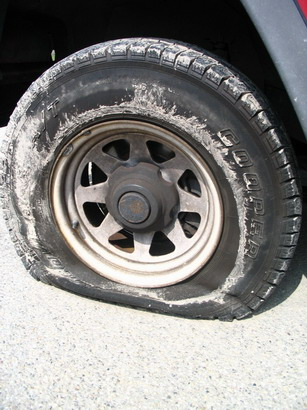
Llanta ponchada ("caucho espichado" en Venezuela).

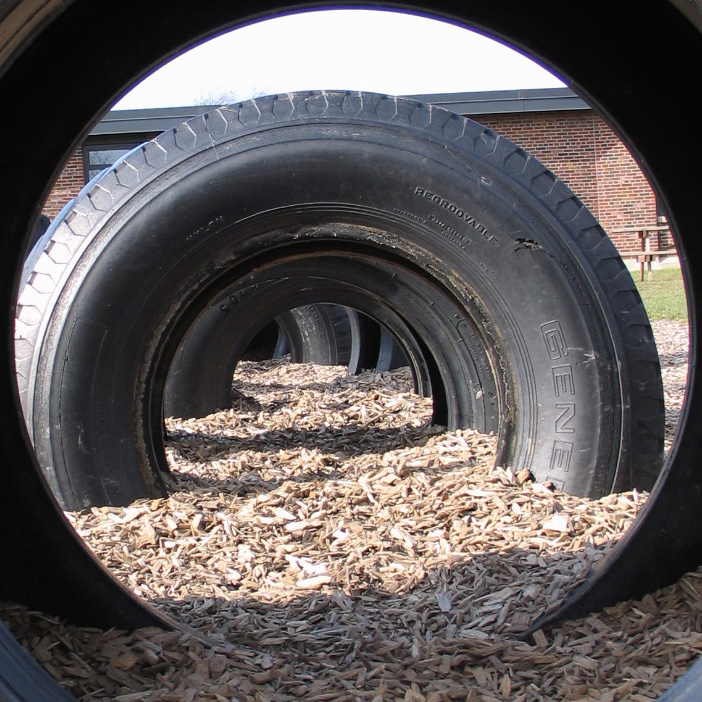
Reutilización de neumáticos.

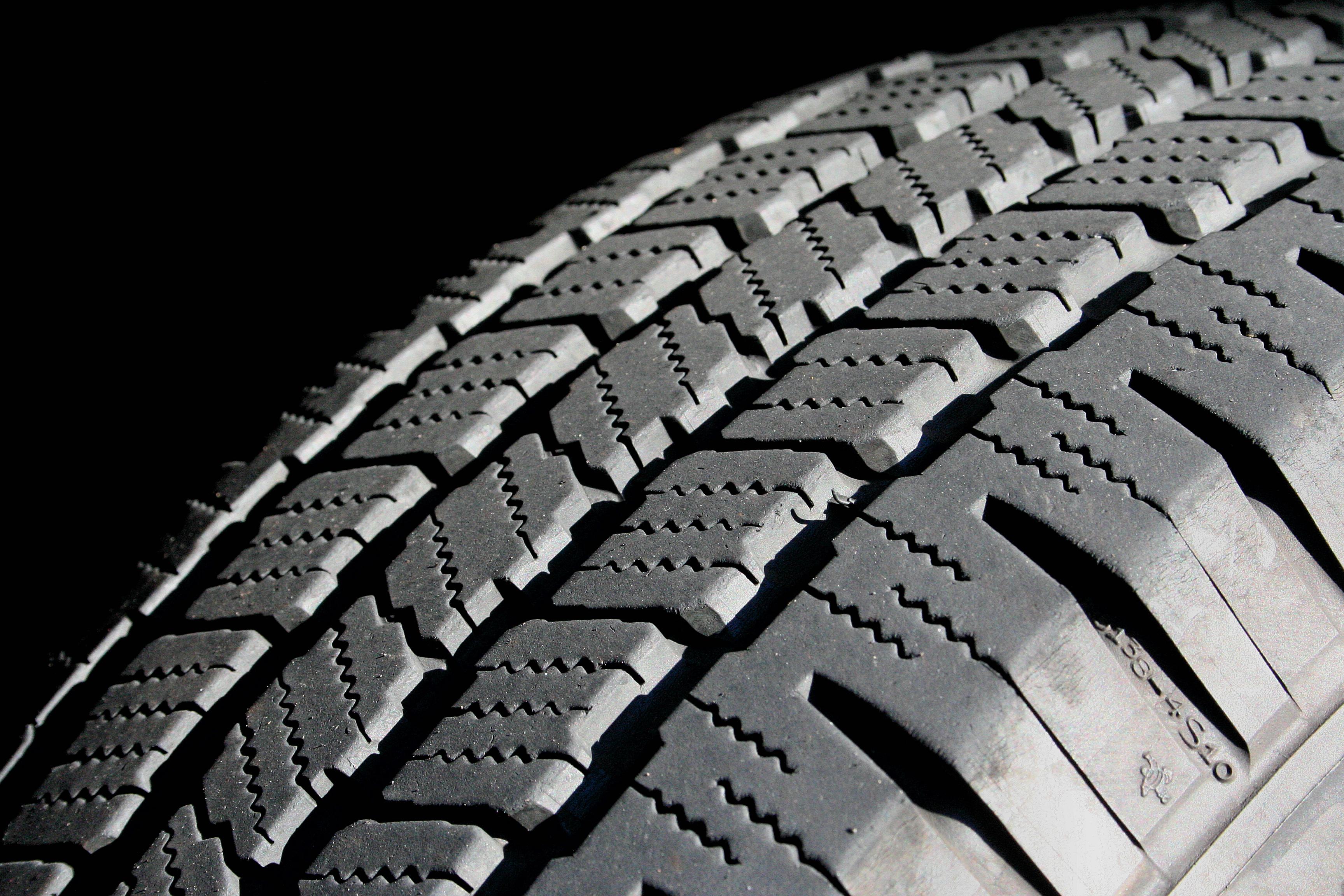
Neumático de calle simétrico.

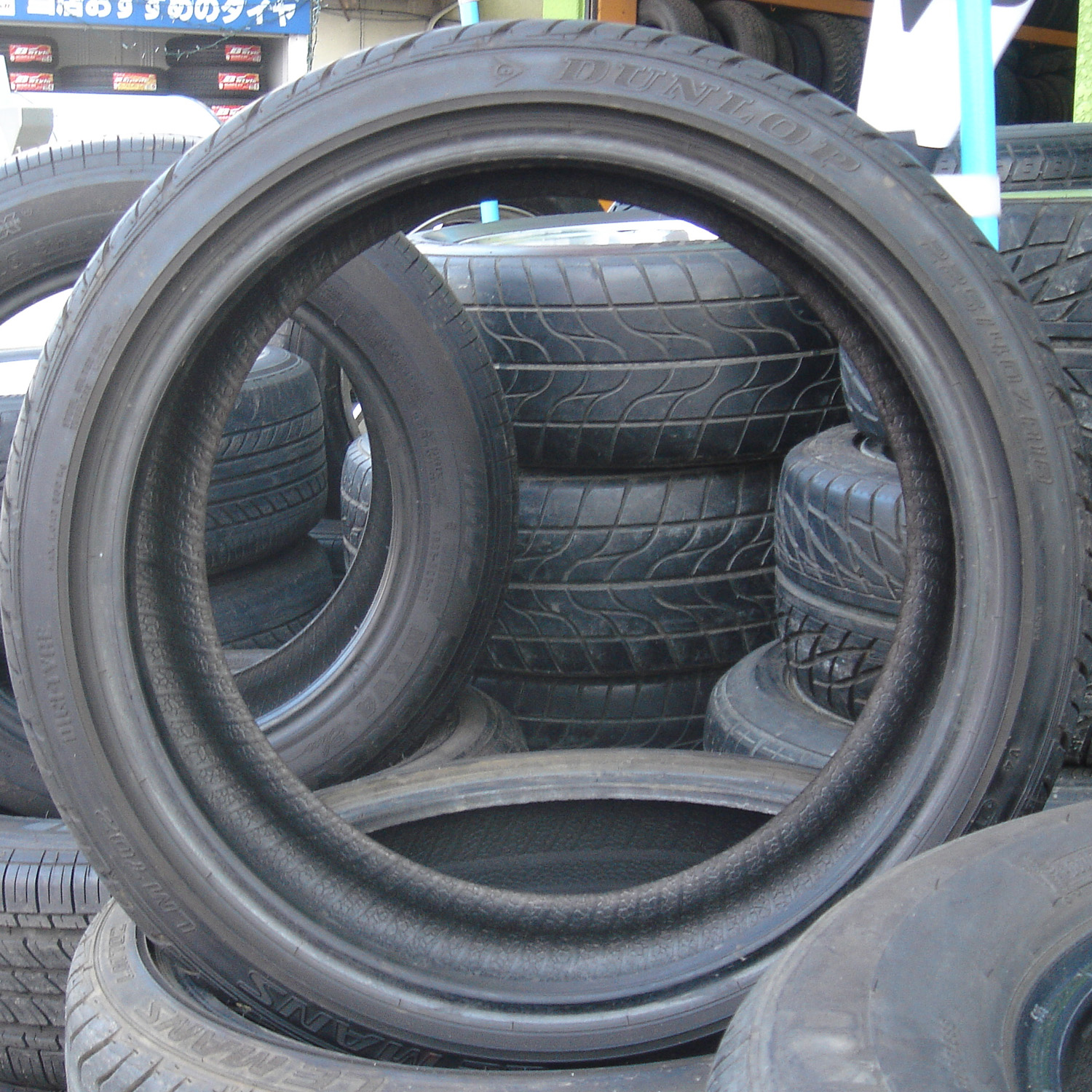
Neumático de calle asimétrico.

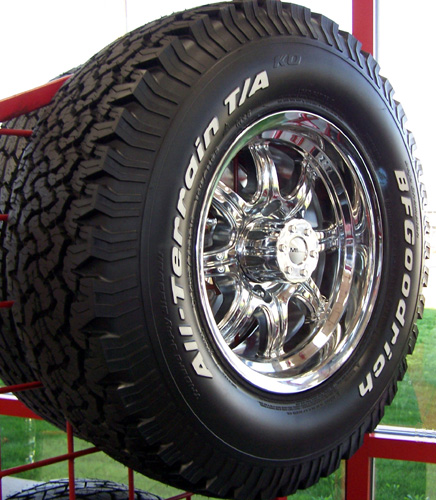
Neumático todoterreno.

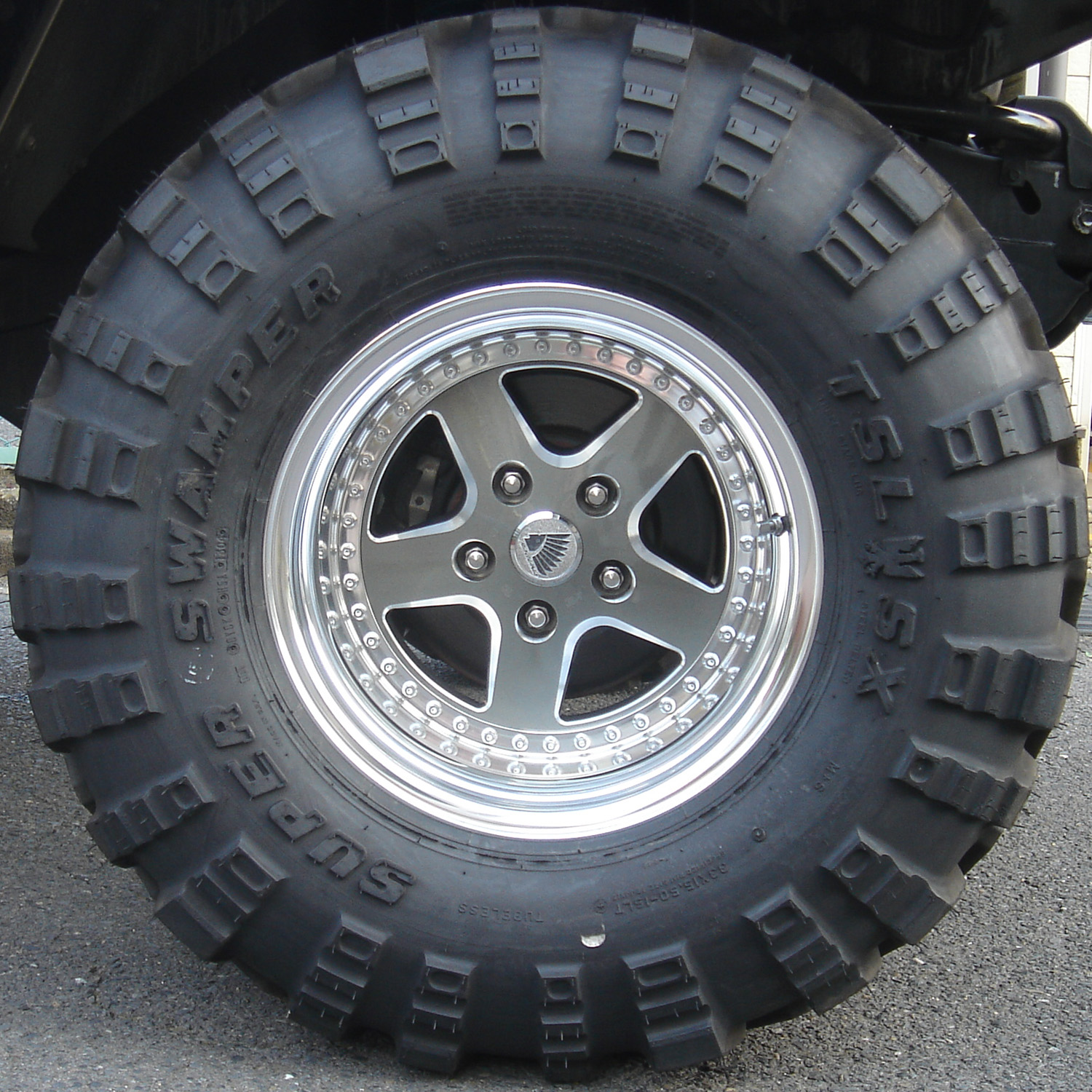
Neumático tipo globo para superficies pantanosas.

El reciclaje de los neumáticos es uno de los problemas de primer orden para el medio ambiente natural.
La fabricación masiva de neumáticos y las dificultades en la gestión de estos una vez usados, constituye uno de los problemas medioambientales más graves de los últimos años en todo el mundo. Para la fabricación de un neumático se requieren grandes cantidades de energía. Por ejemplo: para la fabricación de un neumático de camión se requiere medio barril de petróleo crudo.  De ahí la necesidad de optimizar su gestión y reciclaje, ya que producen un gran impacto sobre el medio ambiente.
Las materias primas que se utilizan para fabricar un neumático son el caucho, el negro de humo (negro de carbono), acero, textil, óxido de zinc, azufre y aditivos. Más de 100 compuestos químicos diferentes entran a formar parte de un neumático.
Los cauchos utilizados en la fabricación de los neumáticos son una mezcla de caucho natural y cauchos sintéticos, principalmente los polímeros denominados SBR (stirene buradiene ruber) y el BR (butadiene ruber). Los contenidos de los diferentes componentes en el neumático dependen de su tipo y categoría, como automóviles, camiones, vehículos comerciales, etc. En la tabla 1 aparecen los pesos medios de los diversos tipos de neumáticos que se fabrican en la actualidad.
La mayor parte de un neumático, casi la mitad de su peso, está constituida por cauchos elastómeros.
Tabla 1. Peso medio de neumáticos.
| Tipo de neumático                     | Peso medio (kg/neumático) |
| ------------------------------------- | ------------------------- |
| Automóvil                             | 5.91                      |
| Vehículos 4x4                         | 13.15                     |
| Vehículos comerciales                 | 10.58                     |
| Camiones                              | 52.67                     |
| Vehículos agrícolas                   | 12.53                     |
| Vehículos agrícolas (ruedas motrices) | 54.72                     |
| Vehículos industriales (8-15”)        | 22.75                     |
| Maquinaria (< 12-24”)                 | 52.41                     |
| Maquinaria (>12-24”)                  | 245.36                    |
| Motocicletas (> 50 cc)                | 4.10                      |
| Motocicletas (< 50 cc)                | 0.84                      |

Solo en España, se dejan fuera de uso más de diez millones de neumáticos al año. Cada año se generan en el mundo cerca de 1.000 millones de neumáticos fuera de uso de su vida útil, alrededor de 17 millones de toneladas. Más de 3,4 millones de toneladas de estos neumáticos se generan en Europa, y unas 314 000t. en España.  De estas toneladas, se destinan; el 50% (153.000 toneladas) se recicla, un 8% se reutiliza directamente (si la cubierta lo permite), y un 12% se recauchuta. El resto, un 30%, se transforma en combustible alternativo para uso en cementeras. El mercado español es el quinto país de la Unión Europea que más NFU produce anualmente, tan solo por detrás de Alemania (568.000 toneladas), Reino Unido (508.000), Italia (421.000) y Francia (369.000).
Los NFU son uno de los residuos que más caracterizan a las sociedades desarrolladas modernas. Los NFU en un principio no generan ningún “peligro” inmediato, pero su eliminación de manera inapropiada o su producción en grandes cantidades, puede contaminar gravemente el medio ambiente u ocasionar problemas a la hora de eliminarlos. Debido a que los neumáticos han sido diseñados para resistir condiciones mecánicas y meteorológicas duras (son resistentes al ozono, la luz y las bacterias) son prácticamente indestructibles al paso del tiempo. Su almacenamiento en un vertedero no permite recuperar ni su energía ni su materia La importancia del reciclaje de este residuo es elevada debido a:
- Su baja degradabilidad.
- Ocupan un espacio considerable, debido a su elevado volumen y a su escasa densidad.
- Son diferentes compactibles y al ser elásticos provocan inestabilidad en los vertederos.
- Son refugio ideal de insectos y roedores, y además acumulan gases y lixiviados, frecuentes en los basureros.
- Presentan riesgo de incendio, con importantes impactos asociados.[14][15]

Los neumáticos fuera de uso (NFU) son un residuo catalogado por la UE como residuo tóxico y peligroso (Lista Europea de Residuos Archivado el 8 de septiembre de 2016 en Wayback Machine.. Código: 16.01.03), y su gestión está regulada, de forma general en la Ley 10/1998 de Residuos, derogada por la Ley 22/2011 de Residuos y suelos contaminadores.
Los vertederos de neumáticos suponen un importante peligro medioambiental debido a la elevada inflamabilidad de estos y la emisión de gases tóxicos en caso de incendio, principalmente óxidos de azufre.
En 1999, la Unión Europea adoptó la Directiva 1999/31/CE relacionada con el vertido de residuos. Su objetivo era establecer medidas para impedir o reducir los efectos negativos en el medio ambiente del vertido de residuos. Esta Directiva se ratificó en España mediante el Real Decreto 1481/2001. Este Decreto establece el régimen jurídico aplicable a las actividades de eliminación de residuos mediante su depósito en vertederos. Además, se prohibía el vertido de neumáticos enteros en los vertederos a partir del 16 de julio de 2003 y los neumáticos usados troceados a partir del 16 de julio de 2006.
En el año 2000, los estados miembros adoptaron la Directiva 2000/53/CE, que establece medidas para prevenir los residuos procedentes de vehículos y propone el reciclado y la reutilización como formas de valorizar los vehículos y sus componentes al final de su vida útil.
En 2001 se aprobó el Plan Nacional de Neumáticos Fuera de Uso 2001-2006, para la elaboración y aprobación de un esquema económico para asegurar la correcta gestión ambiental de los NFU.
En 2005 se aprueba el Real Decreto 1619/2005, sobre la gestión de neumáticos fuera de uso. Este Decreto constituye la culminación del proceso de optimización de la gestión de los NFU, y además, atribuye la responsabilidad básica de dicha gestión a los responsables de la fabricación, importación y/o distribución de neumáticos nuevos en el mercado interno o de otro Estado de la UE.
En el año 2006 se empieza a reciclar obligatoriamente. En España se prohíbe, por ley, llevar a vertederos el neumático fuera de uso (NFU), en este año, mediante el Real Decreto 1619/2005 de 30 de diciembre, el NFU se debe reciclar mediante un orden jerárquico: 1.º Reducción: se trata de mejorar la técnica empleada para la fabricación de neumáticos y que tarden más en desgastarse, duren más tiempo, etcétera. 2.º Reutilización: como, por ejemplo, el recauchutado del neumático. 3.º Reciclado: valorización mecánica, limpia y respetuosa con el medio ambiente de este NFU. Esta valorización separa los tres componentes básicos del neumático: fibra textil, acero y caucho. El acero y el caucho (en diferentes granulometrías) tienen diversas aplicaciones, como en pavimentos infantiles de seguridad, mezcla en betunes asfálticos para carreteras, en centros hípicos (para la comodidad de los caballos), como camisas que rellenan las vías de los tranvías, aislantes, relleno en campos de fútbol de césped artificial, incluso como relleno de sacos de boxeo y 4.º Otras formas de valorización: es el último eslabón de la cadena y es lo último que se debe hacer si no hay más remedio. En este caso está la valorización energética. La complejidad del proceso de reciclaje del neumático y la participación en las distintas fases de la transformación de diferentes sectores profesionales en España ha llevado a integrar estos procesos en un sistema integrado de gestión de los neumáticos usados (Signus), regulado por el Real Decreto (RD) 1619/2005 de 30 de diciembre.
Desde el mes de octubre de 2006, en las facturas de compra de los neumáticos aparece una partida correspondiente al sobrecoste que supone el tener que buscar otras alternativas al vertido, ya que esta vía se halla prohibida desde el mes de junio del mismo año.
El II Plan Nacional de Neumáticos Fuera de Uso 2008-2015 (II PNFU), Anexo XI del Plan Nacional Integrado de Residuos (PNIR) 2008-2015 se redacta como revisión del Plan Nacional (2001-2006). En esta revisión se tienen en cuenta,  además también, los requisitos establecidos en el Real Decreto 1619/2005.
En el Anexo I de este informe pueden encontrarse los contenidos básicos de este Real Decreto, así como los objetivos cualitativos y cuantitativos del II Plan Nacional de Neumáticos Fuera de Uso 2008-2015.
Dentro del ámbito de las Comunidades Autónomas en España, cuatro Comunidades han desarrollado normas específicas (Castilla y León; País Vasco, Valencia y Aragón). Algunas Comunidades Autónomas, han desarrollado además programas concretos de gestión de NFU designados en planes de residuos de mayor alcance, como es el caso del Principado de Asturias (Sub plan específico de Neumáticos dentro del Plan Básico de Gestión de Residuos de Asturias (2001-2010); Junta de Castilla y León, que incluye en su Estrategia Regional de Residuos 2001 2010 un Programa específico de NFU; La Junta de Castilla-La Mancha, en su Plan de Residuos Urbanos de 1999; el Gobierno de las Islas Baleares, en el Plan Director Sectorial para la Gestión de Residuos de Construcción, Demolición, Voluminosos y Neumáticos Fuera de Uso de la Isla de Mallorca; la Junta de Extremadura, en el Plan Director de Gestión integrada de Residuos (línea de Residuos Especiales); la Comunidad Foral de Navarra, en Plan Integrado de Gestión aprobado en 1999 y el Gobierno de Aragón, que ha desarrollado un Programa Específico de Neumáticos dentro de su Plan de Gestión Integral de Residuos (GIRA 2005-2008).
Estas actuaciones de las CCAA se han aplicado conforme a las disposiciones contenidas en las Directivas Europeas 74/442/CEE de Residuos y 1999/31/CE relativa al vertido de residuos y en la Ley 10/1998 de Residuos, derogada por la Ley 22/2011 de Residuos y suelos contaminadores. Las actuaciones contempladas en los anteriores Planes comentados están orientadas para anular el depósito de los NFU través de vertederos, controlar su gestión por medio de autorizaciones y fomentar su reutilización, valorización y especialmente el reciclado.
En España, a diferencia de otros países, dispone de Sistemas Integrados de Gestión que garantiza la recogida total de los neumáticos fuera de uso generados en el país, gracias a la red de plantas de recogida y tratamiento, que evitan que estos desechos acaben en vertederos.
La gestión alternativa al depósito en vertedero puede seguir tres posibles vías:
1. Recauchutado de NFU.
2. Tratamiento de NFU destinado a su reciclado para la obtención de materias primas utilizadas en otros procesos de producción industrial.
3. Valorización de los NFU para la generación de energía.
Para la valorización de los NFU, ya sea una valorización material y/o energética, se emplean varias tecnologías, se pueden distinguir las siguientes:
▪Recauchutado: proceso mediante el cual se vuelve a utilizar un neumático gastado sustituyéndole la banda de rodadura.
▪Tratamientos Mecánicos: proceso mecánico mediante el cual los neumáticos son comprimidos, cortados o fragmentados en piezas irregulares. Entre ellos se encuentran fabricación de balas, troceado (ripping), trituración (cutting).
▪Tecnologías de reducción de tamaño: se distingue entre el realizado a temperatura ambiente, criogénico y húmedo.
▪Tecnologías de Regeneración: desvulcanización, recuperación del caucho (reclaiming), modificación superficial, modificación biológica.
▪Otras tecnologías: Pirolisis-Termólisis.
Una alternativa de aprovechamiento de este residuo se basa en su empleo como combustible de sustitución, es decir, sustituyendo a combustibles fósiles tradicionales, en la industria del cemento.
Se estima que una tonelada de neumáticos puede ahorrar 0.7 toneladas de fuel. Dependiendo del tipo de sistema de horno, los combustibles alternativos pueden sustituir los combustibles fósiles hasta en un 25 % sin mayores problemas importantes asociados con el proceso de cocción del clínker y con la calidad. En el caso de los neumáticos, la sustitución suele ser del 16 %.
Otra alternativa, desarrollada por Científicos del CSIC, del Centro Nacional de Investigaciones Metalúrgicas (CENIM) y del Instituto Nacional del Carbón (INCAR) apoyados por la empresa ENRECO 2000, consiste en someter el granulado de neumático a un proceso combinado de destilación y gasificación. El proceso, denominado GRAUTHERMIC Tyres®, patentado conjuntamente por el CSIC y ENRECO, consiste en someter a un proceso de calentamiento a baja temperatura (550 °C) el granulado de neumático, en reactores verticales, obteniendo un gas que se condensa a baja temperatura. En la condensación se obtienen unos aceites, similares a un fuel, compuestos por una compleja mezcla de hidrocarburos C5–C34 con un porcentaje elevado de compuestos aromáticos, que puede ser utilizado como combustible líquido, mezclado con el gas-oil y un gas no condensable, constituido por hidrocarburos de la serie C1-C4 con un contenido muy alto de n-butano (26-45 vol.%), metano (14-19 vol.%) e hidrógeno (11-16 vol.%) y un poder calorífico muy elevado, comprendido entre 64-83 MJ Nm-3, que se convierte en electricidad en una turbina TOTEM® . De esta primera etapa, se obtiene un residuo sólido, denominado char, compuesto fundamentalmente por negro de carbono –el que contiene el neumático– que inmediatamente después de la destilación, se gasifica en el mismo reactor, a una temperatura de unos 1.000 °C, dando lugar a un gas pobre, que también se convierte en electricidad mediante una turbina.
El proceso combinado destilación y gasificación permite obtener un gas de síntesis con un poder calorífico muy elevado (~ 73 MJ Nm-3) y una tasa de recuperación de gas también muy elevado (~ 51 MJ kg-1). La cantidad de electricidad que se obtiene, varía entre 413-661kWh por cada tonelada de neumático granulado tratada, en la etapa de destilación y alrededor de 470kWh por cada tonelada de neumático granulado tratado en la etapa de gasificación.
En España existen 13 plantas de granulación de neumáticos, con una producción anual de unas 65.000 toneladas.
En el año 2011, el consorcio formado por el CSIC y ENRECO 2000, construyó una planta de demostración y a lo largo del año 2012 entró en funcionamiento la primera planta industrial de este tipo, con 12 reactores y con capacidad para tratar unas 10.000t/año de granulado de neumático con una producción de casi 10 MW de electricidad.
Hoy en día, la industria del renovado ha logrado tener avances significativos en el proceso de reciclaje de los neumáticos, logrando excelentes compuestos de hule que consiguen el mayor aprovechamiento de la carcasa o casco.
Pero el secreto en el reciclaje de los neumáticos todavía depende en un 80% del cuidado que se le dé en su primer periodo de utilización. También es muy importante el proceso de inspección de la carcasa o casco. Actualmente existen equipos muy sofisticados que permiten detectar fallas o defectos en la carcasa invisibles para el ojo humano, tales como las separaciones internas entre pliegos, que actualmente se pueden detectar con un aparato de pruebas no destructivas por shearografia. Esta tecnología se ha vuelto casi imprescindible en la industria del renovado de neumáticos ya que permite detectar, sin raspar la carcasa, separaciones internas originadas por reparaciones mal hechas, baja presión, exceso de carga, etc.
Los principales cuidados que se deben procurar en una cubierta nueva para que esta tenga un reciclaje óptimo son: presión adecuada, buena aplicación y no rebasar los límites de carga para los que fue diseñada.
En algunas zonas en el noroeste de México, como Ensenada BC, Rosarito y algunas partes de Estados Unidos, lo utilizan en el asfalto, para el sobreencarpetado del pavimento.
Anteriormente, cuando los neumáticos todavía no eran reciclados, solían ser destinados a las zonas de juegos para niños en parques, como amortiguadores de golpes, topes para balancines, asientos de columpios; o simplemente, objetos de juego, ya que no son objeto de mordeduras al ser de grandes dimensiones y permiten un movimiento sencillo.
En Argentina,  a partir del 2 de enero de 2017 comenzó a funcionar en el Parque Industrial Petroquímico de Luján de Cuyo, la primera planta de reciclaje de neumáticos fuera de uso (NFU) en Mendoza.
En este país la generación de neumáticos fuera de uso supera las 100.000 toneladas anuales. En Mendoza se generan alrededor de 4.000 toneladas.
La proliferación de neumáticos fuera de uso, acumulando agua y convirtiéndose en criaderos de mosquitos y otros insectos, se convierte en un riesgo importante para el medio ambiente y para la salud pública de la sociedad en su conjunto. Fundamentalmente por el largo periodo de degradación que deben afrontar este tipo de desechos y por las enfermedades asociadas a la contaminación que se produce a partir de ellos, como el dengue y el zika por citar dos ejemplos.
La empresa M Ingeniería es la creadora de la planta de tratamiento que recicla y reutiliza el ciento por ciento de los componentes de los neumáticos fuera de uso. La puesta a punto de la planta de Luján requirió una inversión de 1,5 millones de dólares. La primera etapa, destinada al acopio de neumáticos fuera de uso y demandará una inversión de US$400 000.
El proceso de reciclaje se llevará a cabo mediante procesos mecánicos no contaminantes. Los materiales de los neumáticos son tres y en la planta se separarán: caucho, acero y fibra textil:
- El caucho que se obtenga producirán distintos productos. El mayor uso es para asfalto. Se calcula que cada 7 metros cuadrados de asfalto se usa una cubierta.
- El acero se venderá para fundición.
- La fibra textil sirve, según los dueños de la planta, como combustible de alto poder calórico para los hornos cementeros.

La planta podrá tratar las 4.000 toneladas de neumáticos viejos que Mendoza genera en un año y tendrá margen para tratar lo acumulado en años anteriores, ya que la capacidad será de casi 5.000 toneladas con solo funcionar a dos turnos.
Además de la planta en Luján, la empresa está trabajando en la puesta en funcionamiento de un proyecto similar en San Juan a mediados del próximo año, con una capacidad tres veces más grande que la de Mendoza, que contemplará también el reciclaje de desechos mineros.

## Banda de rodadura

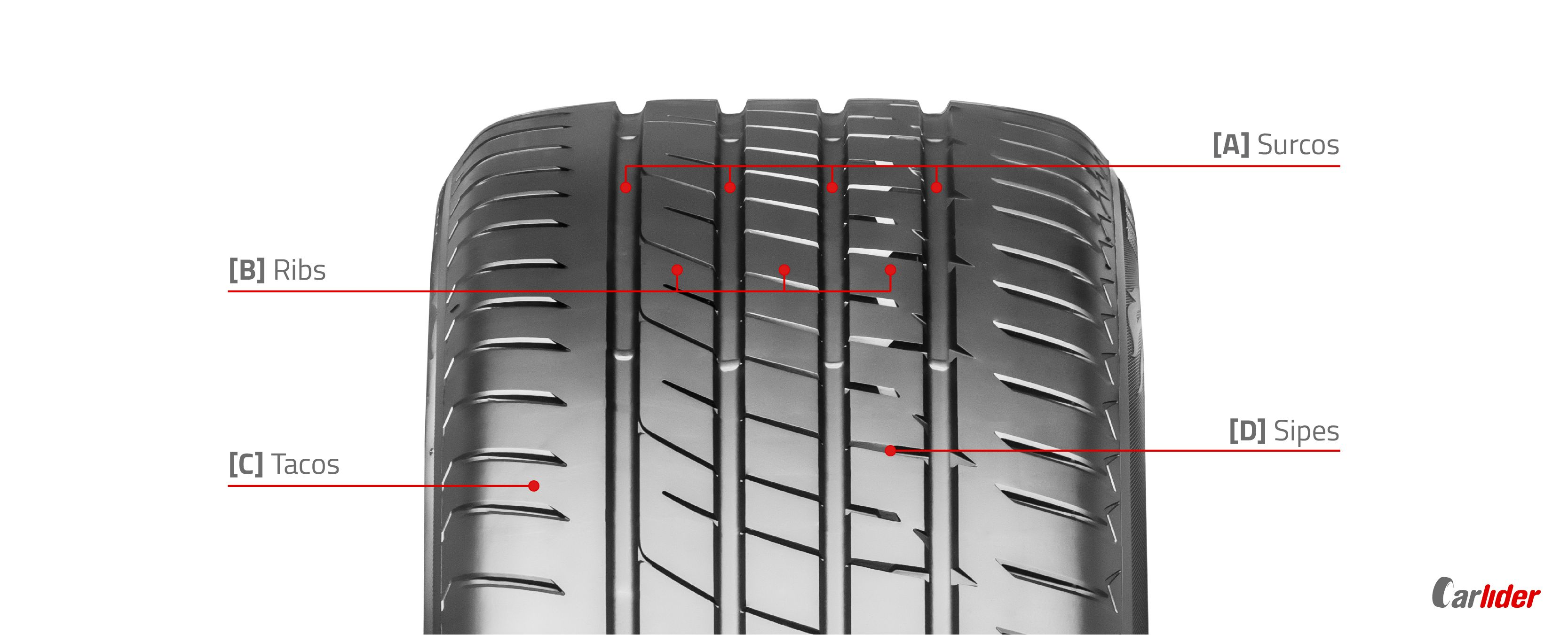
Partes de la banda de rodadura.

Se trata de la banda de caucho exterior que cubre la carcasa, está sometida a fricción directamente con el suelo y es la encargada de garantizar la maniobrabilidad, adherencia, resistencia a la rodadura, baja rumorosidad, etc. el paso del tiempo y las innovaciones tecnológicas ha ido evolucionando hasta cómo lo conocemos hoy en día. Los neumáticos tienen diferentes diseños y compuestos específicos para cada aplicación. La profundidad del dibujo en un neumático de turismo nuevo ronda los 7 mm y el límite legal para circular con él en España está en 1.6 mm, se recomienda su cambio entre 2 mm y 3 mm de profundidad en neumáticos de verano e invierno respectivamente.

###### Partes de la banda de rodadura

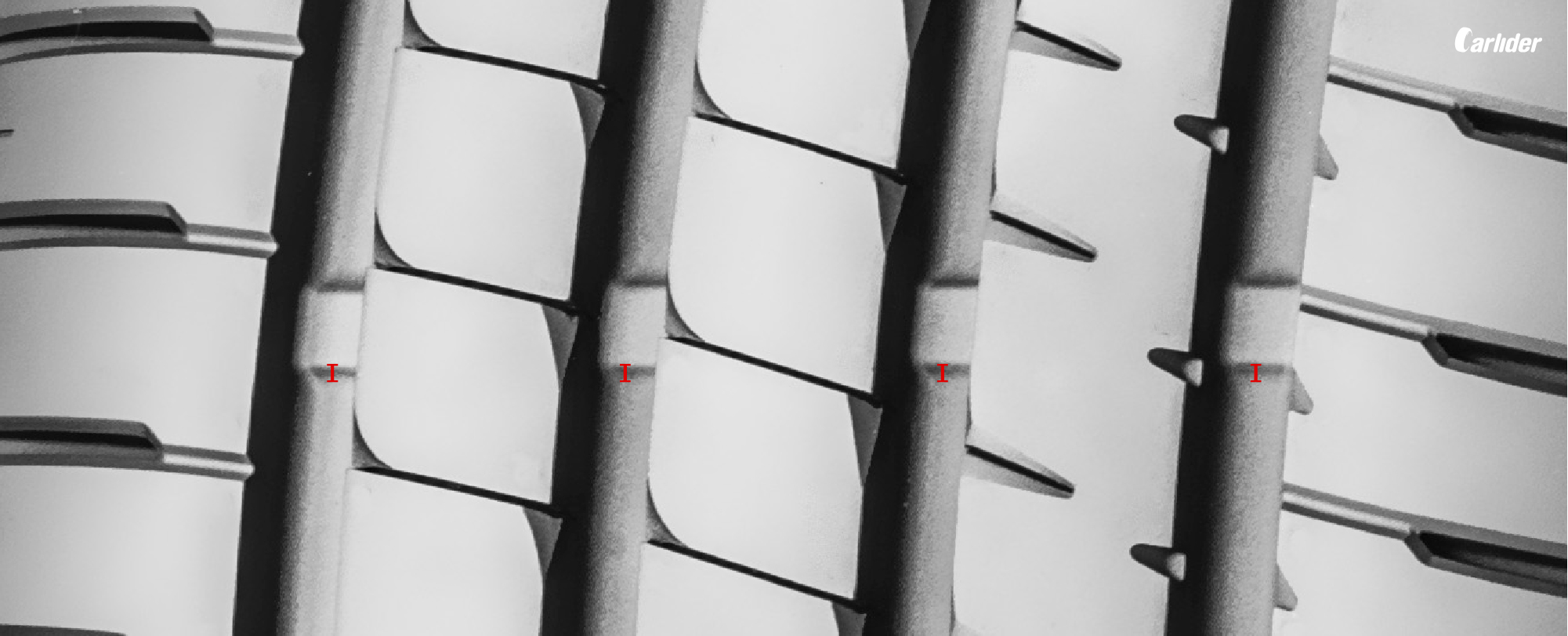
Indicadores de desgaste neumáticos

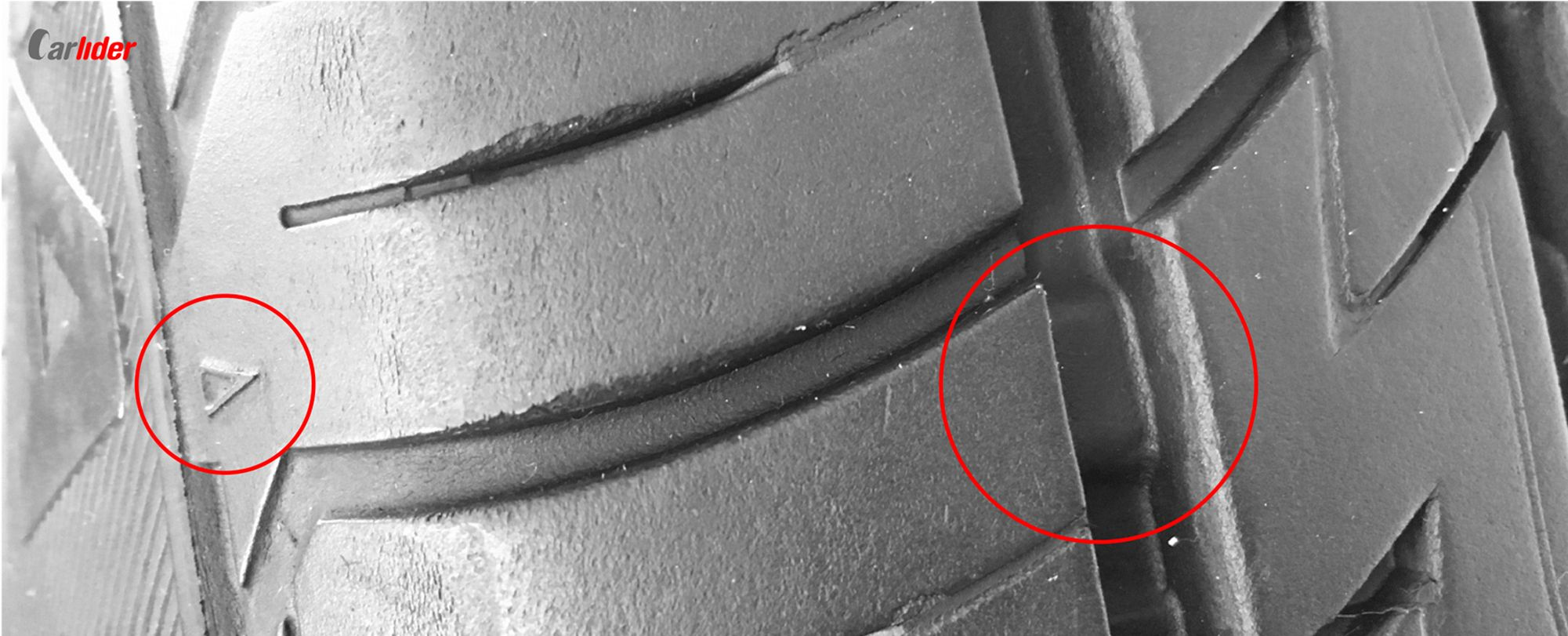
Localizar indicadores de desgaste

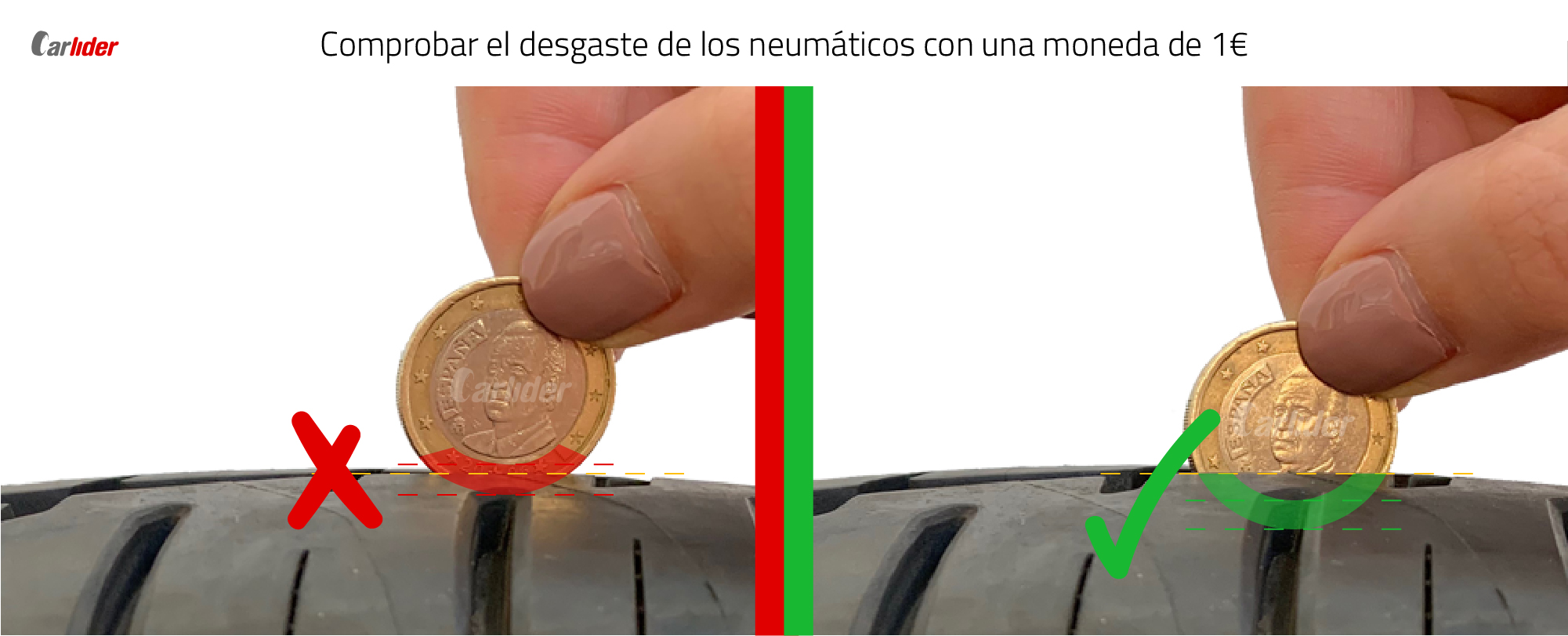
Comprobar desgaste neumático con moneda de 1€

1. SURCOS. Son los canales longitudinales que permiten la evacuación de agua. Podemos encontrar en ellos los testigos de desgaste TWI (Tread Wear Indicator), indican el mínimo legal para conducir con los neumáticos, siendo en España de 1.6mm de profundidad.
2. RIBS. Son las costillas del neumático, dispuestas longitudinalmente en todo el perímetro.
3. TACOS. Aseguran una buena tracción del neumático en circulación.
4. SIPES. Son los cortes transversales, facilitan la evacuación de agua y disminuyen el ruido producido por el neumático durante la marcha.

Ubicación de los indicadores de desgaste en el neumático:
Los neumáticos deben incorporar una serie de indicadores de desgaste a lo largo de su banda de rodadura. (Según CE92/23). Si nos fijamos en sus laterales, podremos ver unos códigos, TWI (del inglés treadwear indicator, ‘indicador de desgaste’); aunque algunas marcas las cambian por triángulos o su logotipo, como Bibendum. Al ver la banda de rodadura a la altura de dichos símbolos, veremos una zona alzada en la banda de rodadura. Cuando el taco del dibujo se vea al mismo nivel que dichos indicadores, podemos considerar que el neumático ha alcanzado el momento de su sustitución.
Un truco usado a menudo para realizar una prueba sencilla de profundidad es utilizar diversas monedas. En países de la Zona Euro, al introducir una moneda de 1 € en las acanaladuras, si puedes ver la parte dorada, el neumático ha de ser sustituido debido a que le queda menos de 3mm de goma. En los Estados Unidos, también se puede realizar la prueba con una moneda de un centavo. Colocada boca abajo la imagen de Abraham Lincoln, si se tapa, al menos parcialmente la cabeza, el neumático tiene un nivel de desgaste admisible por ley.
Al igual que con el consumo de combustible, el desgaste de un neumático se puede reducir haciendo una conducción eficiente. De todos modos, la duración media de un neumático de uso utilitario no deportivo ronda entre los 40.000 km y los 60.000 km, pero su uso se puede extender más si realizamos el mantenimiento adecuado del neumático (revisión visual, revisión de geometría, revisión de presiones, etc); los neumáticos de tipo sport tienen una duración algo menor.

## Cámara de aire y válvula

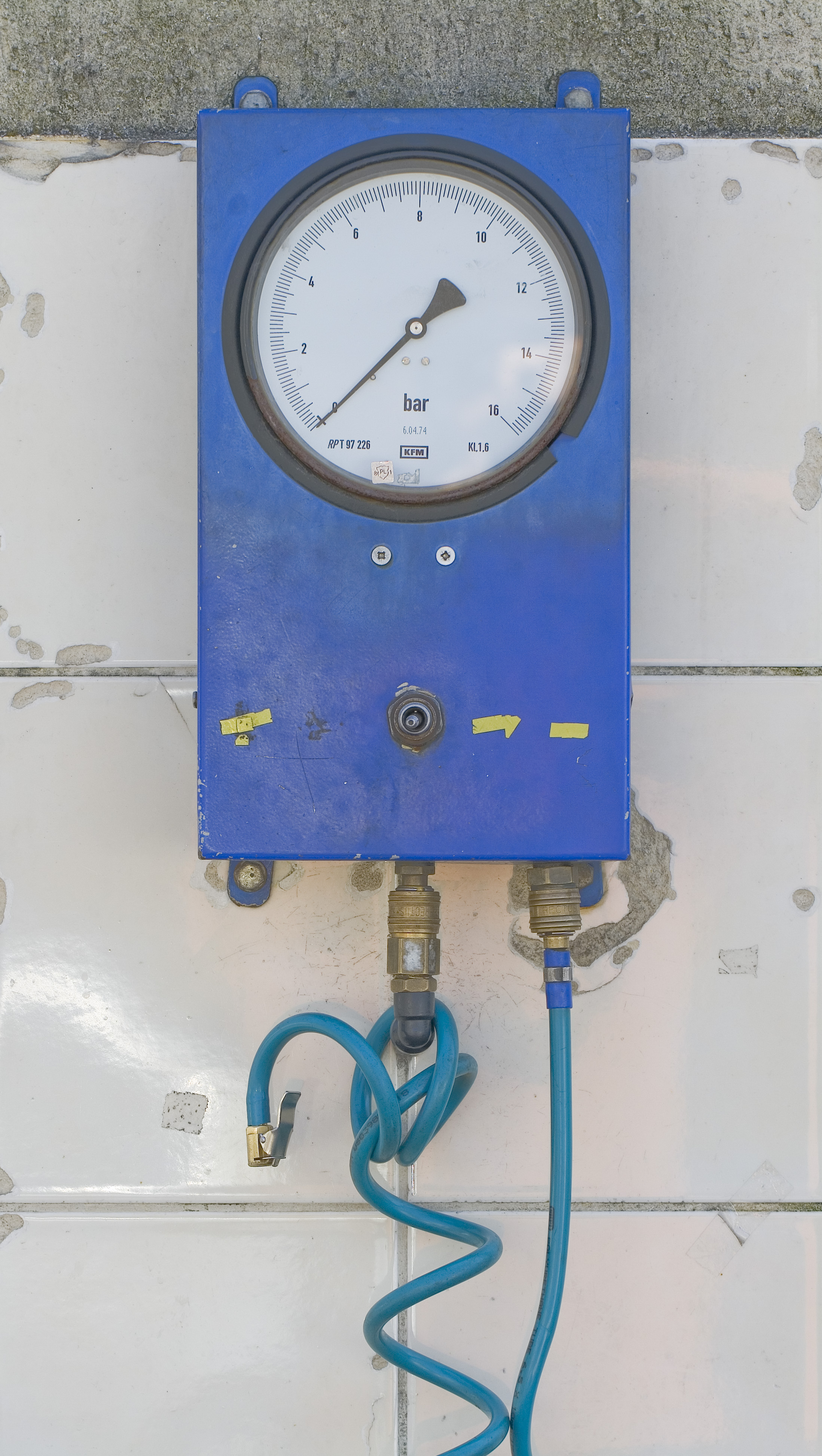
Manómetro de neumáticos.

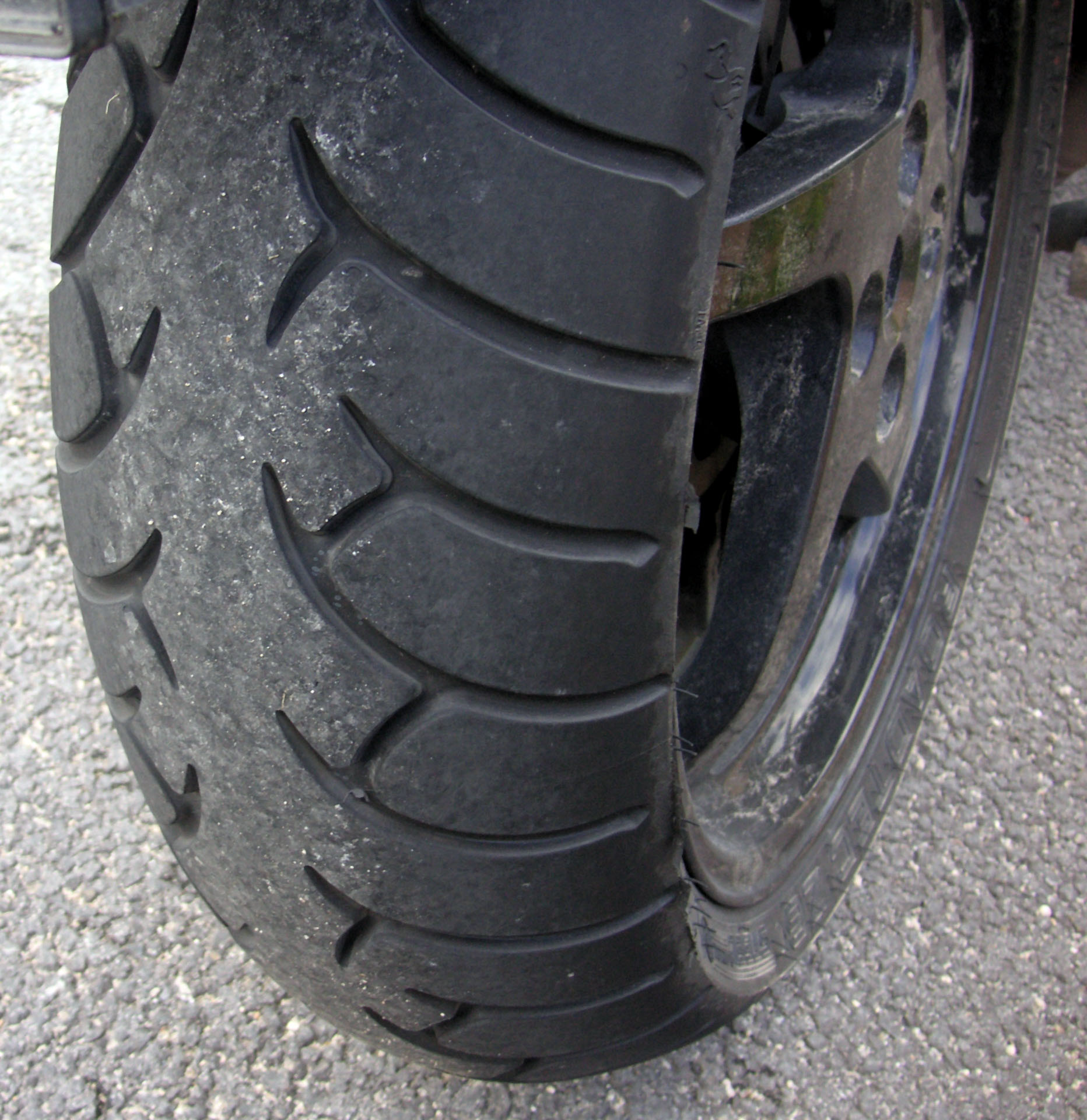
Neumático trasero de motocicleta.

La mayoría de los neumáticos de la bicicleta, muchos neumáticos de la motocicleta y la mayoría de los neumáticos para vehículos de gran tamaño como autobuses, camiones pesados y tractores están diseñados para su uso con cámaras de aire.
Las cámaras son globos de forma toroidal hechos con un material impermeable para impedir las fugas de aire. Las cámaras se insertan dentro del neumático y se inflan a través de la válvula insertada para retener el aire en su interior.
Las cubiertas que no tienen cámara, la válvula está soportada en la rueda metálica, se ancla mediante un rebaje en la goma. La válvula hay que sustituirla en cada cambio de neumático, porque sufre las incidencias del neumático y envejece por la contención continua del aire. La válvula consta de varias partes:
- Bulbo: Es la parte baja que engancha la cámara o rueda.
- Tubo: La parte alargada, que une la boca de llenado con el interior de la rueda y por el cual llega el aire introducido hasta el compartimento creado por la conjunción del neumático y la rueda; puede ser de diferentes materiales: metal, plástico reciclado, goma o un conjunto de cualquiera de ellos. Dependiendo del tipo de tubo las hay cortas, medias, largas, lisas, curvas, exteriores o de doble uso para las ruedas gemelas.
- Obús: Es una pieza chiquitita que se encuentra junto a la boca, el obús tiene un muelle o goma que permite deslizar el tope para que pueda entrar el aire en los momentos de llenado, en las cámaras de bicicleta podemos ver que bajando esta pieza también sale el aire. Tiene una función estanca que solo si el muelle y la junta de goma están en perfecto estado puede cumplir.
- Tapón: Es muy importante porque evita daños en el obús y en la boca de llenado de la válvula, además suele tener una junta de goma que al atornillar en la boca de la válvula evita que salga el aire y también evita que entre suciedad que pueda incidir en la pérdida de aire.

En la actualidad las válvulas tienen detectores de presión electrónicos, aunque también existen detectores de presión por rpm, basado en la diferencia de rpm de las ruedas de un eje. Estos detectores se unen a la rueda mediante tuercas y juntas de goma, con el fin de que el neumático no pierda el aire por el orificio de válvula de la rueda; estas tuercas y juntas deben ser sustituidas cada vez que se cambia el neumático, no así el propio detector. Por este motivo, es importante que en el montaje y desmontaje se vigile bien el posicionamiento para evitar daño en los detectores de presión.

## Recauchutado
Los neumáticos gastados se pueden recauchutar, también conocido como renovado, recapado, vitalizado, reencauchado o recubierto. Este es el proceso de retirado de la banda de rodadura o rodamiento remanente o gastada y aplicación de una nueva. El recauchutado resulta económico para grandes neumáticos, puesto que su precio es muy bajo; pero no para neumáticos pequeños, ya que el ahorro no es significativo con respecto a un neumático nuevo, eventualmente el precio de un recauchutado de un neumático pequeño igualaría al de uno nuevo, de ahí que no sea una práctica común.
Los estándares de calidad, certificados bajo normas de organismos gubernamentales internacionales, (por ejemplo: el DOT en los Estados Unidos de Norteamérica, establecen parámetros de control del proceso de recauchutado. En el siglo XXI, el peligro y fallos atribuibles al proceso del recauchutado son verdaderamente escasas. Se puede afirmar que un porcentaje mayor al 95% de los fallos presentados en un neumático recauchutado es atribuible a la carcasa que no ha soportado una segunda o sucesivas vidas y no al proceso del recauchutado en sí. Por lo tanto, es de vital importancia la selección de la carcasa, utilizando tecnología serigráfica de ser posible para detectar cualquier tipo de irregularidad o daño del casco a recauchutar. También es comprobable que tanto un neumático nuevo como uno recauchutado, tienen las mismas posibilidades de un estallido, ya que la principal causa más de que esto ocurra es una pérdida de la presión repentina, producida por una penetración de un cuerpo extraño, como clavo, tornillo, en general objetos filosos o puntiagudos, fallo de la válvula, etcétera.

## Inflado
El neumático va relleno en su interior con aire a presión. Según el vehículo, será necesaria más o menos presión. Es muy recomendable comprobarla periódicamente, ya que un neumático con menor presión de la indicada provocará situaciones peligrosas por falta de agarre, por riesgo de desllantado y por pérdida de control del vehículo, así como daños irreparables en el propio neumático; además de influir directamente en el consumo de combustible del vehículo. El aumento excesivo de la presión, del orden de una vez y media por encima lo indicado por el fabricante del vehículo, da lugar a una incomodidad en el rodaje por pérdida de amortiguación. Si el exceso de presión es del orden de tres veces lo recomendado hay riesgo de pérdida del control del vehículo.
Un estudio de Consumer Report afirmó que el inflado del neumático solo con nitrógeno en lugar de aire, que es una mezcla de gases en el que el nitrógeno constituye cerca del 78%, reduce aproximadamente un 4.3% la cantidad de presión que se pierde con el transcurso del tiempo, y concluía que no era una opción válida frente al inflado tradicional.
En algunos vehículos agrícolas o de gran tonelaje, los neumáticos también se pueden rellenar con agua, pues es incompresible y evita que se deforme el neumático. Además, el sobrepeso afectará positivamente al agarre. Presenta el inconveniente de que no puede ser usado a altas velocidades.

## Neumáticos antiguos

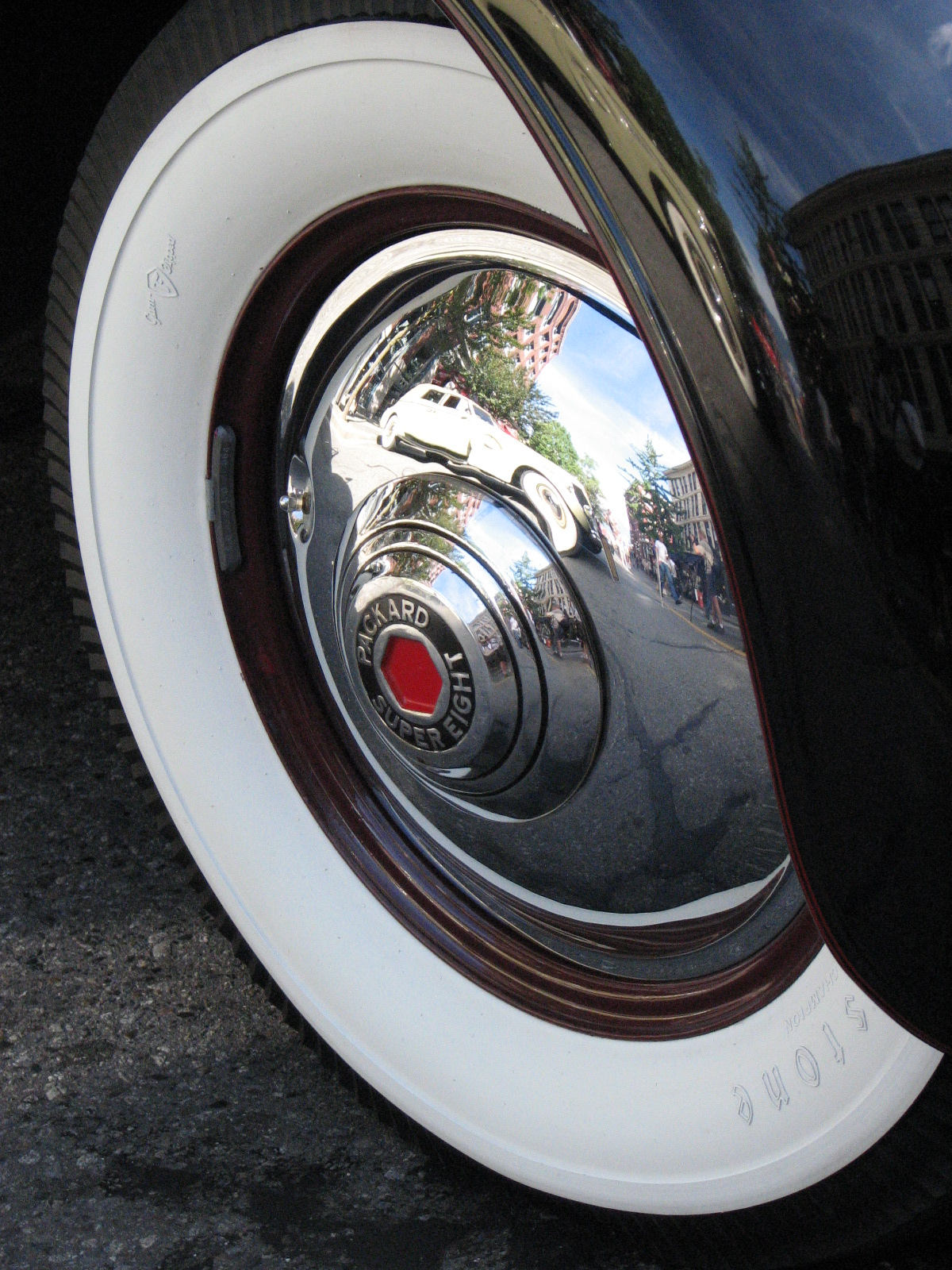
Neumático de banda blanca para un Packard Super Eight.

Diversas investigaciones muestran que conforme un neumático envejece, se empiezan a secar y se vuelven muy peligrosos, aunque no tengan uso. Aunque tengan un aspecto similar a los neumáticos nuevos, a altas velocidades, la banda de rodadura se puede despegar, llevando a una pérdida peligrosa del control, y a un posible vuelco.
La fecha de la fabricación de un neumático se encuentra en el perfil, a la derecha de los códigos, aunque a veces está por la parte interior. Si es así, hay que deslizarse bajo el vehículo para comprobar dicha fecha. Es un código de 4 cifras de tipo SSAA. SS es la semana del año en que fue fabricado de 01 a 52, y AA es el año que corresponde.
Muchos fabricantes, tanto de automóviles como de neumáticos, han recomendado un límite de hasta seis años para los neumáticos. De todos modos, un reportaje de investigación del canal estadounidense ABC, concretamente del programa 20/20, hecho por Brian Ross, demostró que muchos mayoristas, como Goodyear, Wal-Mart o Sears venden neumáticos fabricados más de seis años atrás. Actualmente no existe ninguna ley en el mundo que regule la edad de los neumáticos, aunque la ETRTO (European Tyre and Rim Technical Organization) recomienda revisarlos a los cinco años de rodaje y no utilizarlos una vez pasados los 10 años de fabricación.

## Neumáticos económicos
Existen investigaciones que demuestran que el precio de un neumático tiene un motivo, ya que no todos los neumáticos son iguales. La revista británica Autocar ha publicado en una de sus ediciones una comparativa entre cinco neumáticos económicos de importación asiática (de las marcas GT Radial, Nankang, Wanli y Triangle) y un neumático europeo de calidad (fabricado por Continental AG, concretamente el modelo ContiPremiumContact 2). En las distintas pruebas realizadas, se ha podido comprobar una diferencia de rendimiento en frenado sobre suelo húmedo de hasta el 28%; diferencias de hasta 5,5metros en frenado en seco desde 100km/h; y unas prestaciones a altas velocidades hasta un 10% menor con los neumáticos de importación.

## Innovación y Desarrollo (I + D)
En cuanto a investigación y desarrollo de nuevos neumáticos se tiende a la fusión entre llanta y neumático y a la conectividad. Los nuevos prototipos son inteligentes, conectados, reciclables y capaces de ser producidos por una impresora 3D. En el caso de la conectividad se monitoriza de forma continua el estado del neumático, lo que permite la adaptación a la carretera. Para ello se emplean compuestos de caucho que son conductores de electricidad que alertan automáticamente al conductor de los cambios en la presión, la temperatura del suelo o de la rueda. En otros casos se utilizan microprocesadores para ajustar la presión y modificar la huella.

## Conectividad
Desde 2013 se comercializan neumáticos que miden la presión y temperatura incluso cuando están circulando, lo que reduce bastante el riesgo de pinchazo y permite el ahorro de combustible. Esta información del neumático se transmite mediante Bluetooth al vehículo y al teléfono móvil del conductor mediante las tecnologías ContiSense y ContiAdapt.

## Graining
En las carreras de motor, como el Fórmula 1, el graining se refiere al desgaste desigual que sufre un neumático, lo que conlleva la creación de pequeños surcos o la acumulación de goma. Esto produce vibraciones y, principalmente, reduce el agarre del coche al asfalto.

## Fabricantes
Algunas compañías que fabrican neumáticos (por orden alfabético):
- A
- Autogrip
- Apollo Tires
- Alliance Tire Company
- B
- Blackstone
- Bridgestone
- C
- Continental AG
- Cooper
- D
- Double Coin
- Dunlop
- Duratread
- F
- Fullrun
- Falken
- Firestone
- Fate
- FUNSA
- G
- Giti Tire
- Goodyear
- Goodrich Corporation
- H
- Hankook
- Hoosier
- I
- Intertrac
- K
- Kléber
- Kumho
- L
- Lassa
- Linglong
- M
- Mickey Thompson
- Michelin
- Metzeler
- N
- Nitto Tire
- Nokian Renkaat
- Nexen Tire Corporation
- Nankang
- S
- Syron
- Solideal
- Sumitomo
- T
- Techking
- Tornel "JK Tires
- Toyo Tires
- Timsun Tires
- P
- Premiorri
- Pirelli
- Y
- Yokohama

## Entidades reguladoras

### DOT
El United States Department of Transportation (DOT) es un organismo gubernamental autorizado por el congreso para establecer y regular la seguridad del transporte.

### NHSTA
El National Highway and Traffic Safety Administration (NHSTA) es un departamento dentro del DOT cuya tarea es regular la seguridad del automóvil.

### UTQG
El Uniform Tire Quality Grading System (UTQG), es un sistema para comparar el rendimiento de los neumáticos, establecido por el National Highway Traffic Safety Administration estadounidense, de acuerdo con el Código Federal de Regulaciones 49 CFR 575.104. Las mediciones del UTQG se hacen sobre la banda de rodadura, la tracción y la temperatura de uso.

### T&RA
El Tire and Rim Association (T&RA) es una organización de normalización autorizada para establecer estándares para todos los neumáticos y llantas fabricados en los Estados Unidos.

### ETRTO
La European Tyre and Rim Technical Organization (ETRTO) es una organización de normalización autorizada por la Unión Europea, con el fin de establecer y regular la fabricación y venta de neumáticos en la UE.

### JATMA
La Japanese Automotive Tire Manufacturer’s Association (JATMA) es una organización de normalización autorizada para establecer y regular los estándares de fabricación de neumáticos y llantas en Japón.

### TREAD Act
Transportation Recall Enhancement, Accountability and Documentation Act (TREAD) Act es un conjunto de leyes federales estadounidense para informar de incidentes relacionados por defectos de productos de mala calidad.